# Зимна Вода
Зи́мна Вода́ (у 1946—1989 — Водяне́) — село в Україні, Львівського району Львівської області, яке межує із західною частиною обласного центру, а відстань до центру Львова складає 9 км.
Межує з такими населеними пунктами: селище Рудне (Залізничний район м. Львова) — на півночі; с. Суховоля — на заході; с. Конопниця — на південному заході, с. Лапаївка, с. Холодновідка (усі Львівський район) — на півдні та колишнє с. Білогорща у Залізничному районі м. Львова — на північному сході.
Через Зимну Воду проходить залізнична лінія Львів — Мостиська та автомагістраль Львів — Мостиська — Перемишль.
Село є центром Зимноводівської сільської територіальної громади. Станом на 1 січня 2021 року у Зимній Воді зареєстровано 11336 осіб та 3440 домогосподарств.

## Населення
Наприкінці XIX століття у Зимній Воді було 111 господарств, а населення складало 764 мешканці, серед яких переважну більшість становили поляки, а також німці — 83 особи та євреї — 55 осіб. Багато німців, під впливом місцевих умов полонізувалось, як наслідок у 1900 році німцями себе визнавали лише 46 % мешканців села.
Згідно з переписом УРСР 1989 року чисельність наявного населення села становила 9439 осіб, з яких 4597 чоловіків та 4842 жінки.
За даними всеукраїнського перепису населення 2001 року в селі мешкало 10207 осіб:
| українська | 10125 | 99,19 |
| російська  | 61    | 0,60  |
| польська   | 4     | 0,04  |
| білоруська | 4     | 0,04  |
| вірменська | 7     | 0,07  |
| молдовська | 1     | 0,01  |
| угорська   | 1     | 0,01  |
| інші       | 4     | 0,04  |

Нині в Зимній Воді зареєстровано 11500 мешканців — друге за кількістю населення село в Україні, після Костянтинівки Запорізької області.

## Географія
Специфічною особливістю географічного положення села є те, що воно лежить на межі двох геотектонічних структур і двох фізико-географічних країн. У географічному відношенні територія Зимноводівської сільської ради розташована в межах Рава-Руської зони Західноєвропейської платформи.
Відносно невеликий за площею район розташування села має досить складну тектонічну будову. Це зумовлено специфічним положенням території — стик двох значних тектонічних структур — Західноєвропейської молодої платформи та Карпатської складчастої системи.
Особливістю геологічної будови території вважається повсюдне поширення четвертинних порід, які покривають міоценові відклади. Це насамперед леси та лесоподібні породи. Четвертинні (антропогенові) відклади дуже відрізняються між собою за походженням — алювіальні, делювіальні, елювіальні, еолові, флювіогляціальні; товщиною — від одного до кількох десятків метрів; літологічним складом — від глин до великих валунів.
Територія села Зимної Води розміщена переважно на крейдових, третинних і четвертинних відкладах. Підошва крейдяних відкладів залягає на глибині 300—400 метрів на розмитій поверхні відкладів карбону. Третинні відклади виступають у вигляді пісковиків, вапняків, гіпсу, досягаючи місцями 100 метрів товщини і є головним геологічним елементом будови району.
Рельєф території неоднорідний, від рівнинно-схилового (північна частина), до горбисто-балкового горбогір'я, яке являє собою Головний Європейський водорозділ, розчленований долинами річок і струмків на горбосхилові пасма, витягнуті з північного заходу на південний схід, які мають різнорідну конфігурацію, і довжину схилів та крутизну.
Повсюдно на території села спостерігається вплив людини на рельєф і поява незліченної кількості антропогенних форм мікрорельєфу у вигляді дорожніх насипів та каналів.
В геоморфологічному відношенні територія села розташована на території Львівського плато. У цілому Львівське плато має пластовий тип рельєфу, який дещо порушують давні плоскодонні лощини.
Зручність географічного положення сільської ради пов'язане не тільки з близькістю до міста Львова, але й розташування його на важливій автомобільній об'їзній Львівській магістралі, що дозволяє швидко та зручно добратися як до міста Львова, так і до ближніх районних центрів області — міст Пустомити, Городок, Яворів, а також до державного кордону України з республікою Польща.

### Клімат
Клімат території Зимної Води помірний, перехідний від морського до континентального. Протягом року переважає помірне морське повітря з Атлантики. Воно приносить взимку відлиги, хмарність, снігопади, а влітку — прохолоду та рясні дощі.
На формування клімату району впливають різні чинники, найголовніші з яких сонячна радіація, атмосферна циркуляція і характер земної поверхні. За місяцями висота Сонця опівдні в Зимній Воді коливається в межах 17—64°.
Унаслідок загальної циркуляції атмосфери в район найчастіше проникають повітряні маси помірних широт, рідше — тропічних і арктичних широт. При загальній перевазі континентального помірного повітря, на територію району часто надходить морське повітря. Особливо нестійкою буває погода при проходженні атмосферних фронтів. Декілька разів на добу можуть змінюватися напрями вітру, опади можуть то припинятися, то починатися знову.
Тривала ясна і суха, морозна взимку і спекотна влітку погода обумовлена антициклонами, які взимку поширюються в основному зі сходу і південного сходу, влітку — з південного заходу і заходу. Арктичні повітряні маси вклинюються в межі району в різні пори року, викликаючи взимку, весною і восени раптові похолодання та заморозки, а влітку посилюють посушливу погоду.
Зміна величини сонячної радіації протягом доби й року зумовлює відповідний добовий і річний хід температури повітря. За даними метеостанції міст Львова та Пустомит, що найближче розташовані до території Зимноводівської сільської ради середньомісячні температури регіону складають від −4,3 °C до +18,2 °C. Абсолютно максимальний показник температури повітря знаходиться в межах +36 °C, а абсолютна мінімальний показник температури повітря знаходиться в межах −34 °C.
Середня багаторічна температура повітря на території села становить 8,1 °C. Найхолоднішим місяцем року є січень з середньою багаторічною температурою −4,3 °C. В березні температура повітря стає позитивною і починає різко зростати, досягаючи своїх максимумів влітку. Найтеплішим місяцем є липень з середньою багаторічною температурою +18,2 °C.
Середньорічна температура поверхні ґрунту не дуже відрізняється від середньорічної температури повітря та становить +8 °C. Ґрунти промерзають на глибину 25—40 см, максимальна глибина промерзання становить 80 см.
Особливістю клімату цього району розташування є висока вологість повітря. Середня абсолютна вологість повітря для села становить 9,2 г/м³ на рік, а середня величина відносної вологості повітря — 77 %.
У осінньо-зимовий період відносна вологість повітря досягає 77—86 %, а у весняно-літній період знижується до 62—79 %.
На території Зимної Води хмарна погода домінує протягом року. Цьому сприяють як місцеве поверхневе випаровування, так і насичене вологою повітря, принесене циклонами з Атлантики. Хмарність у селі становить 65—70 %. За рік буває в середньому 40—45 безхмарних днів, а похмурих і напівхмарних — 320—325 днів. Найбільше похмурих днів припадає на холодний період року, найменше — на теплий.
Атмосферні опади на території села визначаються в основному циклонічною діяльністю і є частими. В середньому в Зимній Воді випадає 640 мм опадів на рік. Зволоження району надмірне з коефіцієнтом зволоження понад 1,1. За порами року опади випадають нерівномірно: влітку — 250—260 мм, взимку — 90—100 мм, весною та восени — по 140—150 мм.
Серед місяців року найбільше опадів припадає на липень — в середньому 9—100 мм, найменше на лютий — 20—30 мм. Інтенсивність опадів буває найвищою під час літніх грозових злив.
Сніговий покрив у районі Зимної Води нестійкий. В окремі зими він декілька разів змінюється. Стійкий сніговий покрив встановлюється в другій половині грудня. Середня тривалість стійкого снігового покриву 60 днів. Висота снігового покриву в середньому дорівнює 5—15 см. Іноді сніг досягає висоти 20—25 см, а в ярах — до 50 см.
Річний хід інтенсивності атмосферної циркуляції і сезонне зміщення окремих центрів дії атмосфери визначають річний хід швидкості вітру, який характеризується максимумом в лютому і мінімумом в липні. Середньорічна швидкість вітру у місті становить 3,5 м/с.
У середньому за рік буває понад 50 днів без вітру. В інші дні переважають легкі і слабкі вітри із швидкістю 0,5—6,0 м/с. У селі переважають вітри південно-західного та західного напрямку. Середня швидкість вітру коливається від 3 до 4 м/с. Сильні вітри часто бувають в осінньо-зимовий період і супроводжуються великими опадами у вигляді дощу та снігу.
Щодо кліматичних процесів на території села чітко виражені чотири періоди — пори року, кожна з яких має свої особливості. Часові межі пір року є до певної міри умовними і не завжди вкладаються в календарні місяці, які для них відведені.

### Ґрунти
Ґрунтовий покрив регіону чітко підпорядкований певним географічним закономірностям і відзначається великою різноманітністю за генезисом, механічним складом, водно-фізичними особливостями та родючістю. На території сільської ради виділено такі типи ґрунтів:
- сірі лісові опідзолені;
- дерново-слабопідзолисті;
- дерново-карбонатні.

Найбільшу площу займають світло-сірі, сірі та темно-сірі опідзолені ґрунти. Значна частина земель розорана. Збіднення верхнього горизонту та відносно збагачення грубим пилом зумовлюють низький ступінь структурності та протиерозійної стійкості ґрунтів. Вони швидко ущільнюються після обробітку, запливають після дощів, утворюючи після висихання поверхневу кирку. Головними завданнями щодо збереження і поліпшення якості ґрунтів є заходи із запобігання ерозії, не допускання забруднення їх шкідливими речовинами, каналізаційними стоками, не допущення підтоплення ґрунтовими водами.

### Водойми
Біля села проходить Головний європейський вододіл, який розмежовує річки басейнів Балтійського і Чорного морів, а через саме село протікає однойменна річка Зимна Вода, яка колись була повноводною.

### Флора і фауна
Формування флори та рослинного покриву регіону пов'язано з льодовиковим і післяльодовиковим часом. У формуванні флори брали участь північні та північно-східні види, які прийшли з далекої півночі та північного сходу, гірські види, що перемістилися на схід з Середньої Європи, а також рівнинні атлантичні види. З південного сходу занесені степові види. У зв'язку з цим флора району неоднорідна за своїм складом.
Сучасний рослинний покрив території регіону радикально змінений господарською діяльністю людей та втратив свій первісний видовий склад.
Основними породами, що утворюють ліс є дуб і сосна, до яких домішуються граб, клен, ясен, береза, тополя, осика, вільха, смерека, модрина. Частіше зустрічаються ліси, що складаються з двох-трьох порід дерев, що домінують. У підліску ростуть кущі ліщини та крушини. В трав'яному покриві — осоки, зірочник, копитняк, чемериця, вороняче око, папороть, звіробій, орляк, купина, барвінок, кропива та багато інших.
Лучна рослинність території регіону представлена переважно осоково-злаково-різнотрав'яними видами. Серед лучних трав до лікарських належать кульбаба лікарська, полин гіркий і звичайний, подорожник великий і середній, кмин звичайний, деревій звичайний.
На території, що прилягає до села, часто можна зустріти рослини, що занесені до «Червоної книги України» — білоцвіт весняний, зозулинець селеровий, плаун колючий, ситник вузлуватий, лілія лісова.
Розширення площ земель, що передаються під господарську діяльність, вирубування лісів, хімізація сільського господарства, а також неконтрольоване полювання і браконьєрство викликали різке скорочення чисельності диких тварин в регіоні.
Фауна даного регіону досить бідна. Тут зустрічаються заєць-русак, їжак, лисиця, тхір чорний, ласиця, вивірка. Серед дрібних звірів найпоширенішими та найчисельнішими є мишоподібні гризуни: миші — хатня, польова й лісова, полівки — сіра, руда й економка, землерийки, пацюки.
Серед земноводних поширені жаба озерна, трав'яна, деревна, кумка, ропуха, тритон звичайний, а серед плазунів — гадюка звичайна, веретільниця, вуж звичайний, мідянка, полоз лісовий, ящірка прудка і зелена.
За кількістю видів серед хребетних домінують птахи. Типовими птахами лісів є крук, дятел, сойка; полів і лук — жайворонок, плиска жовта, горобець польовий, деркач, погонич; населених пунктів — горобець хатній, ластівка сільська і міська, сич хатній.
До окремої групи тваринного світу належать свійські тварини й птахи, з них невелике поширення у селі мають корови, свині, кози, кролі, собаки, коти, кури, гуси, качки, індики.
Багато представників тваринного світу регіону сьогодні стали рідкісними і занесені до «Червоної Книги України» — кутора мала, ховрах європейський, мідянка, жаба прудка, нічниця ставкова, вечірниця мала, вовчок горішковий, польовий лунь, сірий сорокопуд, очеретянка прудка, вивільга, одуд.

## Топоніми
У найдавніших згадках село було під назвою «Зимні Води». Пізніше в урядових та судових документах записано: «назва поселення Зимна Вода походить від річки Зимна Вода». За давніми переказами, ця річка, котра бере початок в селі Скнилів, славилась холодною і чистою водою, що ніколи не замерзала взимку і не нагрівалася в час найгарячішого літа.
Урбаноніми
За кількістю елементів інфраструктури, а це 119 вулиць з 3000 будинків, село Зимна Вода тримає першість серед усіх сіл у державі.
Вулиці:
- Бандери Степана
- Бічна Галицька
- Бічна Глібова Леоніда
- Бічна Кобилянської Ольги
- Бічна Котляревського Івана
- Бічна Мазепи Івана
- Бічна Миколайчука Івана
- Бічна Миру
- Бічна Сонячна
- Бічна Тичини Павла
- Бічна Хмельницького Богдана
- Бічна Шухевича Романа
- Берегова
- Богуна Івана
- Виговського Івана
- Винниченка Володимира
- Володимира Великого
- Волошина Августина
- Гайдамацька
- Галицька
- Галицького Данила
- Глібова Леоніда
- Гоголя Миколи
- Гонти Івана
- Городоцька
- Грушевського Михайла
- Довбуша Олекси
- Дорошенка Петра
- Журавлина
- Залізняка Максима
- Заньковецької Марії
- Західна
- Івасюка Володимира
- Калнишевського Петра
- Княгині Ольги
- Князя Святослава
- Кобилянської Ольги
- Козацька
- Коновальця Євгена
- Коротка
- Котляревського Івана
- Коцюбинського Михайла
- Кравченко Уляни
- Крип'якевича Івана
- Кропивницького Миколи
- Крушельницької Соломії
- Купчинського Романа
- Леонтовича Миколи
- Лесі Українки
- Леся Курбаса
- Лисенка Миколи
- Лісова
- Лугова
- Львівська
- Людкевича Станіслава
- Мазепи Івана
- Марка Вовчка
- Мартовича Леся
- Миколайчука Івана
- Миру
- Мисливська
- Морозенка Станіслава
- Наливайка Северина
- Нечуя-Левицького Івана
- Нова
- Озерна
- Олеся Олександра
- Опільського Юліана
- Орлика Пилипа
- Остапа Вишні
- Палія Семена
- Панаса Мирного
- Петлюри Симона
- Підгірянки Марії
- Підкови Івана
- Полуботка Павла
- Польова
- Роксоляни
- Сагайдачного Петра
- Садівницька
- Світла
- Свободи
- Сірка Івана
- Січових Стрільців
- Сковороди Григорія
- Скоропадського Павла
- Сонячна
- Спортивна
- Стуса Василя
- Суховільська
- Тараса Чупринки
- Теліги Олени
- Тесленка Архипа
- Тиха
- Тихого Степана
- Тичини Павла
- Тютюнника Григорія
- Франка Івана
- Хвильового Миколи
- Хмельницького Богдана
- Чайковського Андрія
- Чорновола Вячеслава
- Чубинського Павла
- Шашкевича Маркіяна
- Шевченка Тараса
- Шептицького Андрея
- Шкільна
- Шухевича Романа
- Яворівська
- Яворницького Дмитра
- Ярова
- Ярослава Мудрого

Місцевості:
Кальтвассер, Міллєрівка

## Історія

### Ранні часи
Найдавніша письмова згадка про село Зимна Вода датується 1365 роком і засвідчує, що король Казимир III Великий надав третю частину зимноводівського млина та третину прибутків від нього мельникові Конрадові з Пруссії. У цей час село існувало як упорядкована одиниця на «руському» праві. Ці факти свідчать про те, що село існувало ще у княжу добу. Під назвою «Зимна Вода» було об'єднано власне Зимну Воду, Рудно та Холодновідку.
У 1425 році земському судді Янові Голомбеку королем Владиславом Ягайлом, за визначні заслуги перед короною, було даровано величезні маєтки в селі, а також й титул дідича Зимної Води. У 1453 році в селі утворилася парафія і тоді виникла потреба у парафіяльному храмі. Так, за сприянням Голомбека, на горбі, який домінував над селом, з'явився невеликий дерев'яний храм, що простояв до 1678 року.
У 1461 році Ян Голомбек впроваджує в селі феодальні порядки на німецький лад: переводить урядову Зимну Воду на німецьке право, призначає солтиса, якого наділяє адміністративною, політичною та судовою владою. 16 листопада 1461 року Голомбек продає солтиства у с. Зимна Вода Станіславу з Красника за 30 польських гривен, три лани, рибний став та луг. Солтису дозволено переселяти всіх охочих до села, викорчовувати ліси та хащі, будувати хати, копати нові ставки. Першим солтисом став Станіслав з Красника. Селяни повинні були сплачувати солтисові по одному грошу на рік, а власнику села Яну Голомбеку — відпрацювати чотири дні на рік від двору. Ян Голомбек додатково дозволяє Станіславу корчувати ліс по інший бік річки навпроти руднівського ставу та поселяти там селян за плату, яка складала двадцять грошів з лану та колода вівса (4 центнери). Так з'явилося поселення у місцевості «Рудний став». У 1591 році «Рудний став» від'єднався від Зимної Води та у його межах було утворено самостійну адміністративну одиницю — село Рудно. Отже, у 1650-х роках Зимна Вода стає впорядкованою феодальною громадою. Селяни, отримавши землю від феодала, змушені були брати участь у воєнних походах під його хоругвами.
Незабаром Голомбек звільняє солтиса від виконання покладених на нього обов'язків та сам розв'язує всі питання, пов'язані з землею, податками, панщиною, адже фільваркове господарство ще було слабо розвинуте, й феодал отримував свої доходи (натурою та грошима) зі своїх підданих, зі своїх ланів, лісів, сіножатей, ставів та корчми. Через село проходили важливі торговельні шляхи від поблизу розташованого, великого й заможного міста Львова до Городка, Вороцова та Мальчиць, якими везли продукти харчування, й частина прибутку від проїзду через село залишалася власнику поселення. Важливе місце в господарстві мали млини та корчми. Всі піддані зобов'язані були молоти зерно лише на панському млині, а горілку, пиво, вино — повинні були купувати лише у панській корчмі.
Документ, датований вереснем 1462 року, розповідає про суперечку двох шляхтичів, двох Янів — Голомбека та Зубрицького. У цьому документі, що був підписаний королем Сигізмундом I Старим, вирішується суперечка між власником села Яном Голомбеком та громадянином м. Львова Яном Зубрицьким щодо розмежування міста Львова з селом Зимна Вода, яка тривала тривалий час. Рішенням королівського суду було встановлено: кордон між містом та селом залишити без змін.
Після смерті власника Зимної Води Яна Голомбека у 1503 році селом володіли Варвара Гарнаст і Маргарета Розборська, у 1531 році село купив Альберт Тшебенський. За три роки Софія (вдова Станіслава Синека) подарувала своєму двоюрідному брату Міколаю Голомбеку частину Зимної Води. У 1568 році власником села був Бальтазар Лісновський, а за два роки співвласниками маєтності Зимна Вода стали Гинеки. Від 1595 року землями поселення володів Якуб Семп-Шажинський. Того ж року між власником Зимної Води та Рудна Якубом Семп-Шажинським та львівським розпорядником Димитрієм Соліковським точилася суперечка, щодо розмежування сіл Рясна-Польська, Зимна Вода та Рудне.
За свою історію Зимна Вода мала 11 власників. Аж поки у липні 1607 року останній власник села Станіслав Стадницький — каштелян перемишльський подарував село Львівській колегії єзуїтів, котра закріпила свою владу у Зимній Воді на наступних 167 років.
У 1612—1625 роках коштом ордену було збудовано новий костел св. Катерини. При костелі єзуїти заснували велике господарство-фільварок, доходи з якого йшли на утримання Львівського ордену єзуїтів.
Друга половина XVI століття — це період Хмельниччини і подальших подій. Особливого піднесення досяг даний рух в Галичині після того, як козацьке військо очолюване гетьманом Богданом Хмельницьким здобуло восени 1648 року перемогу над поляками під Пилявцями. В результаті Пилявецької битви польську армію було розгромлено, повністю звільнено Волинь і Поділля, створилися сприятливі умови для визволення всіх західноукраїнських земель. Наступним стає столиця галицького краю — Львів. У жовтні 1648 року козацьке військо Хмельницького підійшло під оборонні мури Львова та взяло місто в облогу. Розіславши при цьому свої полки на здобуття менших міст, що мали такий самий статус, як і Городок. Селяни Зимної Води відмовлялись коритися полякам, а ті залишали свої маєтки, зокрема, пани Голомбка, які втікали до Польщі.
Для населення настали не найлегші часи. На території Зимної Води отаборились союзники Хмельницького — татари, які нахабно поводилися з місцевим населенням: грабували села, забирали у ясир та вбивали селян, а коли відходили, спалили село, залишивши лише два мурованих будинки. Козацькі загони, які прямували на захід, не зупинилися в Зимній Воді, тому що їхнім завданням було звільнення Городка, який вважався дуже укріпленою фортецею та мав ключове значення у регіоні, оскільки там вирішувалася доля всієї Галичини.
У 1649 році було підписано Зборівський мирний договір, за яким Річ Посполита визнавала існування козацької України в межах Київського, Брацлавського та Чернігівського воєводств, решта земель знову опинилися під владою польської шляхти. Цікавий документ виявлено у Львівському архіві, який свідчить, що 30 квітня 1649 року громади сіл Зимна Вода та Холодновідка, на загальних сходах, просять львівську владу почекати зі сплатою податків, через те, що села зазнали значних руйнувань, а люди не мали за що жити і відповідно нічим було сплачувати податки.
По закінченню визвольної війни не було вже прямих власників Зимної Води. Селом займались каштеляни роду Стадницьких, які по-новому розподіляли землі з маєтками та розпочали жахливу пацифікацію сільського населення. Найбільше отримав орден єзуїтів.
У 1655 році, після об'єднання з Московією, запорожці полковника Капусти разом з російськими драгунами проходили через Зимну Воду під час наступу на шляхту. Під час бойових дій було вщент спалено костел, але єзуїти його одразу відбудували. У 1672 році татарське військо вдруге отаборилося на території села, а в 1695 році — втретє і востаннє.

### Габсбурзька монархія (1772—1918)
У 1772 році, у результаті розділу Речі Посполитої, колишні королівщини опинилися у складі Габсбурзької монархії та у 1774 році Галичина отримала офіційну назву — «Королівство Галіції та Лодомерії». Одночасно було скасовано орден єзуїтів, введено аболіційні контракти, кадастрову карту, поступово розвивалась освіта, почало відновлюватися господарство села.
Почалося масове заселення села німецькими колоністами. Частина села, де вони оселилися, у 1781 році отримала назву колонія «Кальтвассер». Тоді тут мешкало 17 родин з Мангайму та Франкфурта-на-Майні. Пізніше, у результаті розукрупнення великих земельних ділянок, утворилося ще 5 менших та на них колоністи збудували ще п'ять будинків. Таким чином, Кальтвасер нараховував вже 22 номери. Одночасно із заселенням Кальтвасера, у Зимній Воді, оселяються ще сім родин з інших районів Німеччини.
Перші поселенці колонії за віросповіданням були євангелістами. У 1824 році, на території Кальтвассеру, була збудована однокласна німецька школа, яка мала приватний статус. У 1909 році її відвідувало 39 дітей, з них 34 — німецьких колоністів. Саме навколо цієї школи об'єдналась громада Кальтвассера. Громаді доводилось важко утримувати школу, попри різні пожертви від діяльності товариства й церкви. Причиною було те, що німецька громада села повинна була вносити, приблизно 40 років, свою частку для польської школи в Зимній Воді та русинської (української), що була побудована в Рудно біля церкви, оскільки більшість німців були власниками земель на цих територіях. До 1905 року Кальтвасер був самостійною політичною громадою, але невдовзі до неї приєдналась громада села Конопниця, яка була заселена мазурами (німці, онімечені поляки і прусси).
У 1834 році село продано графові Михайлу Чацькому, шляхтичу зі Східної України за 65000 золотих. На той час одним із місцевих дідичів був граф Альберт Міллер.
У 1848 році країни Європи переживали «весну народів» — хвилю революційних виступів за рівність громадянських та національних прав, за економічні реформи. Не оминули вони і Габсбурзьку монархію. У березні 1848 року вибухнуло повстання у Львові, але воно було жорстоко придушене, і все ж влада пішла на певні поступки та 22 квітня 1848 року циркуляром галицького губернатора «Про знесення панщини та інших данин підданих» було скасоване кріпацтво. По всіх селах Галичини, на відзначення цієї знаменної дати, встановлювали пам'ятні хрести. Такі хрести було встановлено й у Зимній Воді, які й понині стоять на сучасних вулицях — Суховільській, Заньковецької та на території колишнього Кальтвассеру.
Скасування кріпацтва та проведення інших реформ стало певним поштовхом до господарського, соціального та культурного розвитку. Важливою подією для села стало будівництво залізниці Львів — Перемишль. Початково, прокладання залізничної колії планувалося через село Скнилів, в обхід Зимної Води, але завдяки протестам мешканців Зимної Води, колія таки пройшла через село. Будівництво розпочалося у 1848 році, а закінчилося у 1861 році.
Львівський римо-католицький канонік Францішек Тома 1857 року при місцевій римо-католицькій плебанії заснував притулок для збіднілих мешканців Зимної Води, який 17 січня 1858 року офіційно був затверджений розпорядженням намісника цісаря в Галичині Агенора Голуховського. Станом, на 1873 рік, фінансові активи закладу становили 315 злотих, прибуток за рік становив 14 злотих.
Польська школа у Зимній Воді відкрита у 1870 році в будинку священника поблизу костелу Святої Катерини (нині — плебанія греко-католицької церкви Святого Івана Богослова). Село не мало української (русинської) школи, а місцеві українці ходили до школи, що діяла в Рудному при церкві Воздвиження Чесного Хреста.
Наприкінці XIX століття у Зимній Воді налічувалося 111 господарств, де мешкало 764 особи, серед яких переважну більшість становили поляки, а також було 83 німці та 55 євреїв. У цей час село досягло високого рівня економічного розвитку. Продовжувало своє існування прибуткове господарство при костелі. Великим господарством був маєток пана Міллера, німецького колоніста, який став чи не основним роботодавцем для селян. Його землі тягнулися аж до Суховолі. У власності Міллєра був великий став. Нині, територію маєтку зі ставом займає військова частина.
У 1893 році в селі було організовано товариство сільськогосподарників Зимної Води, котре проіснувало кілька десятиліть.
До першої світової війни Зимна Вода — це типове село, у якому проживало 742 римо-католики і лише 78 осіб, які вважали себе греко-католиками. Церква Воздвиження Чесного Хреста, яку відвідували українці знаходилася в Рудному, а в Зимній Воді діяв костел.
1 серпня 1914 року вибухнула перша світова війна. Цього дня прийшов посланець зі Львова до сільського уряду й дав наказ про загальну мобілізацію. Всі військовозобов'язані особи повинні до 24 години з'явитися та відбути на передову. Смертна кара чекала того, хто б відмовився. Декілька днів мобілізовані перебували у Львові, а пізніше їх відправляли на фронт. Деяка частина вояків була залишена для обслуговування залізниці, телефонним й телеграфним зв'язком та забезпечення армії технікою й продуктами. На території села відбувалися запеклі бойові дії між австрійськими та російськими військами.
У 1915 році в Зимній Воді був розміщений великий табір та польові кухні російської армії, які годували не лише військових, але й цивільних, з метою надання підтримки російській армії місцевим населенням. Взимку 1914—1915 років тут отаборився загін черкесів. Проте, через постійні скарги селян військове командування змінило місце його дислокації. Згодом розпочався відступ російської армії, разом з яким вони в селі позабирали в селян коней та корів. Навесні 1915 року російське військо, що відступало, знищило об'єкти залізниці, а саме, було підірвано залізничний міст, спалено 4 технічних будівлі залізниці, залізничну станцію, українську школу.

### Польсько-українська війна (1918—1919)
Восени 1918 року розпалася Австро-Угорська імперія, а на її уламках постав ряд незалежних держав. У результаті Листопадового чину, 1 листопада 1918 року, у Львові було проголошено створення Західноукраїнської Народної Республіки. З появою нової української самостійної держави не хотіли змиритися правителі щойно відродженої другої Речі Посполитої, оскільки в них була давня мрія про велику Польщу «від моря до моря». Підтримувані правителями країн Антанти, вони здійснили збройну інтервенцію проти молодої Української держави.
На початку листопада у Львові спалахнув польський заколот, у результаті якого полякам вдалося захопити гілку залізниці між Перемишлем та Львовом, а згодом і головний залізничний двірець у Львові. Наприкінці листопада під натиском переважаючих ворожих сил українські частини залишили Львів. Одразу ж була скликана військова рада Української Галицької Армії. Засідання військової ради відбувалася у Миклашівській плебанії, на якій узявши до уваги співвідношення своїх та ворожих сил, військове командування вирішило усіма можливими способами узяти місто в облогу та повернути його під свій контроль. Для виконання цих рішень необхідно було підтягнути сили та організувати підпілля. Було організовано мобілізацію на всій території Галичини, вільній від ворогів. А Зимна Вода, своєю чергою, була ключовим пунктом на західних підступах до Львова та місцем масивного спротиву поляків.
На залізничній станції Зимна Вода підслухано телефонну розмову про те, що з Кракова до Львова має прибути ліквідаційна комісія, щоб перебрати владу і приєднати Галичину до Польщі. Місцевий загін УСС, який очолював житель села Рудно Байцар, розібрав залізничні рейки і не допустив ліквідаційної комісії до Львова. У цей же період на території Зимної Води проходили жорстокі бої підрозділів УСС, УГА з польськими оборонцями.

### Радянсько-польська війна (1920—1921)
Наприкінці літа 1920 року Польща, яка щойно відновлювала свої сили, ледь не розвалилася під натиском новітньої червоної орди, що насувалася зі сходу. Перша кінна армія Будьонного та інші підрозділи та з'єднання Червоної армії захопили більшу частину Тернопільщини; Золочівський, Бродівський, Перемишлянський, Сокальський, Радехівський, Кам'янко-Струмилівський, Бібрський, Львівський повіти.
15 липня 1920 року в окупованому Тернополі була проголошена Галицька Соціалістична Радянська Республіка. Демагогічними гаслами більшовики намагалися привернути на свій бік трудовий галицький люд. Тим часом Перша кінна армія стрімко просувалася вперед.
20 серпня 1920 року частини Червоної армії перейшли річку Західний Буг та зайняли Раву-Руську з наміром увійти до Львова, але були відкинуті польським військом. Пізніше відбувся жорстокий бій під Прусами армії УНР з «червоною» кіннотою. Результатом бою було відсічення армії УНР від союзної польської армії, а Перша кінна армія, своєю чергою, підійшла до львівського Підзамча.
Ціною великих надзусиль польсько-українські військові підрозділи 25 серпня остаточно відкинули більшовиків від Варшави, але той союз не був тривалим.
18 березня 1921 року у Ризі між Польщею, з одного боку, та РСФРР і УРСР з другого, підписано Ризький мирний договір 1921, за яким Польща відмовлялася від земель давньої Речі Посполитої, розташованих на схід від кордону, встановленого в Ризі, а РРФСР і УСРР від претензій на території, що лежали на захід від лінії кордону, тобто західноукраїнські та західнобілоруські землі опинялися під владою панської Польщі. Кордоном визначено річку Збруч. РРФСР і УСРР на своїй території мали забезпечити за польською меншиною повну релігійну і культурну свободу, а Польща гарантувала ті самі права представникам російської, української та білоруської меншин, а ось виконувати свої зобов'язання щодо меншин Польща не збиралася, так само як і РРФСР та УСРР. До Польщі потрапили західноукраїнські землі — вся Галичина, Холмщина, Підляшшя та Західна Волинь. Так Зимна Вода знову опинилася під владою Польщі, але вже II Речі Посполитої і відтоді розпочалася друга хвиля польської колонізації Галичини.

### Між двома війнами (1921—1939)
У 1920 року село Зимна Вода стає центром однойменної гміни у Львівському повіті, Львівського воєводства.
У міжвоєнний період в селі було збудовано близько 300 двоповерхових вілл, власниками яких стали львівські державні службовці та залізничники. У 1923—1924 роках з'являються також нові будівлі німецьких колоністів, як, наприклад, Міллер, Рупп, Ганс, Пірцель, а також переселяються до Зимної Води багато родин з німецькими прізвищами. Таким чином, частина Зимної Води, де оселяться новоприбулі німці, отримує назву Міллерівка (від прізвища пана Міллєра, який мешкав у тій частині села та мав найбільший маєток). Цьому сприяло і те, що Зимна Вода була популярною рекреаційною зоною для львівського панства.
До другої світової війни населення було переважно польським, а ті декілька українських родин, що залишились тут, змушені були перейти на «польське».
Період 1927—1938 років був періодом національного піднесення для українців. У цей час відбувається національно-культурне відродження, відновлюється діяльність товариства «Січ», оживає товариство «Просвіта». У 1925 році товариство «Просвіта» відкрило читальню в селі. Активними членами товариства були Іван Стрілецький, Теодор Кокорудз, Богдан Паньків. Саме вони заснували аматорські гуртки при читальні, давали театральні вистави для мешканців свого села та навколишніх сіл. При читальні «Просвіта» було засновано жіноче товариство «Союз українок», гурток «Сільського господаря», спортивне товариство. З виставами часто виступали у Кальтвассері і, відповідно, з Кальтвассеру приходили з виставами до Зимної Води.
З Кальтвассеру виступали мандолісти, якими керував скрипаль Ганс Фігель. До села часто приїжджали групи юнаків зі Львова з виставами. Вистави проходили у приміщенні школи. Ця обставина й спонукала молодь мати своє власне приміщення. У відповідь на це голова євангелістської громади села Рудольф Лінк проявив ініціативу й заохотив молодь побудувати нову школу. Чимало мешканців Міллєрівки відгукнулося на цю пропозицію: хто жертвував цеглу, хто пісок. Лінк, аби поповнити касу для будівництва школи, влаштовував літні празники. Надходження були значними, й вже у 1932 році розпочалося будівництво школи.
У 1933 році в Зимній Воді було засновано спортивний клуб «Єдинастка». До грудня 1933 року тут діяв гурток «Читальня народної школи».
1 серпня 1934 року, у результаті територіальної реформи Львівського повіту, у Львівському воєводстві утворено гміну Зимна Вода з головною садибою гміни у Зимній Воді, до якої увійшли сільські гміни: Білогорща, Кальтвассер, Рудно, Скнилів, Скнилівок, Зимна Вода та Зимновідка.
У 1934 році створено «Жіночий стрілецький союз» та «Союз жінок зайнятих громадською працею». У цей час у селі діяв чоловічий хор «Акорд» і ряд інших організацій та гуртків. У 1938 році польська влада закриває «Просвіту», яка була центром національно-культурного розвитку.
Протягом 1930-х років широку діяльність в Зимній Воді розгорнули підпільні осередки Української Військової Організації та ОУН.
11 березня 1939 року, розпорядженням міністра внутрішніх справ Польщі Феліціяна Складовського, було змінено німецькі назви поселень (колоній) на польські, у тому числі й назва німецької колонії «Кальтвассер», яку було перейменовано на Волю Конопницьку та була заснована громадська Рада (пол. Gmina Zbiorowa), до якої увійшли мешканці сіл Зимна Вода, Воля Конопницька, Холодновідка, Лапаївка та Рудно, а головою громадської Ради в Зимній Воді обрано колишнього очільника «Кальтвассеру» Рудольфа Вершнера.

### Початок Другої світової війни. Перші совіти (1939—1941)
24 серпня 1939 року був підписаний славнозвісний договір про ненапад між Німеччиною та Радянським Союзом (Пакт Молотова — Ріббентропа), який гарантував нейтралітет Радянського Союзу в конфлікті Третього Рейху з Польщею та країнами Заходу, та давав можливість повернення Радянським Союзом втрачених Росією в Першій світовій війні територій. До договору додавався секретний протокол, яким визначались радянські та німецькі «сфери впливу» в Північній та Східній Європі. Цей договір вирішив долю народів, які тривалий час проживали мирно, а тепер через політичні ігри Радянського Союзу та Німеччини вимушені полишати свої домівки.
1 вересня 1939 року, майже через тиждень після підписання пакту, була розпочата Німеччиною та Словаччиною військова операція проти Польщі. У відповідь Велика Британія і Франція, згідно з попередніми домовленостями з польським урядом, 3 вересня 1939 року оголосили війну Німеччині, що ознаменувало початок другої світової війни. Військові дії (війна) між Польщею та Німеччиною була швидкоплинними й тривали 22 дні.
О п'ятій годині ранку 17 вересня (через 17 днів після наступу Вермахту на територію Польщі та після переходу німецьких військ річки Сян) передові і диверсійно-штурмові загони Червоної Армії перетнули радянсько-польський кордон та розгромили польську прикордонну охорону. Перші години операції підтвердили дані радянської розвідки про відсутність значних угруповань польських військ, що дозволило прискорити наступальні дії. Одержавши повідомлення про перехід Червоною армією польського кордону, німецьке командування віддало наказ військам зупинитися на лінії Сколе — Львів — Володимир-Волинський — Берестя — Білосток, тобто відповідно до пакту Молотова — Ріббентропа, кордон було встановлено по річці Сян.
19 вересня радянські війська підійшли до Львова. Тут Червона Армія зустрілась з частинами Вермахту, які вже упродовж майже тижня блокували в місті 15-тисячний польський гарнізон на чолі з генералом Владиславом Лангнером. Внаслідок переговорів між радянським і німецьким командуванням німці відійшли з цього району. Червона Армія здійснила декілька невдалих спроб здобути Львів. 22 вересня 1939 року після переговорів з радянським командуванням львівський гарнізон погодився капітулювати на почесних умовах, які, втім, не було виконано. При виході з міста обеззброєні колони поляків були оточені частинами Червоної армії і НКВС та відправлені до концтаборів. Таким чином було окуповано територію східної Польщі (Західної України), узгоджену в пакті Молотова — Ріббентропа.
Разом з німецькою армією, виїжджали і німецькі колоністи Зимної Води. У грудні 1939 року була заснована комісія з переселення, повернення на батьківщину, з поновленням своїх громадянських прав, осіб, які під час війни опинилися за межами своєї країни та перебували тривалий час поза батьківщиною. Комісія складалася з трьох осіб — одного рейхсдойчера з Берліна, мешканця міста Львова Рудольфа Войзе та одного місцевого мешканця. Охочих переселитися була дуже велика кількість, які добре розуміли, що значить жити під владою більшовиків. Новоприбулих переселенців поселяли у історичній області Силезія (нині вона поділена між Польщею, Чехією та Німеччиною, згідно з рішеннями Ялтинської та Потсдамської конференцій). 16 січня 1940 року жінки з дітьми були відправлені у товарних вагонах зі станції Зимна Вода до Перемишля, а наступного дня, 17 січня, чоловіки возами поїхали вслід за ними. Таким чином була розпущена та припинила своє існування євангелістська організація Зимної Води.
Перед від'їздом деякі мешканці Рудна, Зимної Води, Суховолі прийшли, щоби попрощатися зі своїми сусідами. На згадку про себе німецькі колоністи подарували святий образ, намальований олійною фарбою для греко-католицької церкви. У Зимній Воді цей факт засвідчує, що відносини між українцями та німецькими колоністами були добросусідськими, теплими та щирими.

### Німецький період (1941—1944)
З документів відомо, що у 1942—1943 роках село Зимна Вода з Волею Конопницькою належали до Львова. У роки війни на території села бої не проводились, але окупаційна влада заснувала тут єврейське гетто, куди звозили євреїв із навколишніх сіл. Зондеркоманди розстрілювали євреїв на сучасній вулиці Сірка (колишня вулиця Міцкевича).
У липні 1944 року село захопила радянська армія. Під час відступу німців було зруйновано приміщення станції. Зруйнованим залишився також перехідний залізничний міст через залізничну колію, залишки якого у 1948 році перевезли на Левандівку у Львові.
Під час другої світової війни 98 мешканців села брали участь в бойових діях у складі військових підрозділів радянської армії, з них 34 нагороджено орденами і медалями.

### Радянський період (1944—1991)
Наприкінці липня 1944 року до Зимної Води повернулася радянська окупація. З приходом радянської влади кардинально змінився національний склад населення Зимної Води.
Закінчення другої світової війни спричинило цілий ряд проблем, пов'язаних із кордонами і, зокрема, поляками, з українським населенням, яке проживало в Польщі. Відповідно за домовленостями між урядами Радянського Союзу, з одного боку, та Польщі — з іншого, пройшов обмін населенням, який завдав значних страждань всім учасникам процесу. Для багатьох воно стало особистою, сімейною, службовою трагедією, вирішення якої затягнулося на довгі роки.
Місцеве польське населення змушене було покинути свої домівки і виїхати до своєї історичної Батьківщини, а залишені будинки було оголошено державною власністю. «Стара» нова влада почала заселяти українців із Закерзоння, депортованих з українських етнічних земель — Холмщини, Підляшшя, Надсяння, Лемківщини.
У 1945 році розпочалась в Зимній Воді робота з організації дієвих органів радянської влади, а саме, було скликано загальні збори, тоді ще нечисельного села, створена сільська рада та обраний її виконавчий комітет. Першим повоєнним головою виконкому Зимноводівської сільської ради був обраний (призначений) Мусійовський Іван Андрійович, а сам виконком під головуванням Мусьйовського працював до 1950 року.
У 1946 році Зимну Воду було перейменовано у Водяне, а у селі розпочала свою роботу щойно відкрита артіль імені Б. Хмельницького, що розміщувалася в межах території сучасного заводу нестандартного обладнання.
У 1950 році був створений колгосп імені М. І. Калініна та об'єднав багато, переважно бідняцьких, господарств та отримав Акт на вічне користування землею.
27 січня 1951 року на засіданні сесії Водянської сільської ради депутатів трудящих III скликання, відкритим голосуванням, головою сільської ради було обрано Верпкера Мирона Йосиповича, а 3 серпня 1952 року рішенням VII сесії Водянської сільської ради трудящих III скликання, головою сільської ради було обрано Грачова Василя Олексійовича.
У 1954—1958 роках сільським головою був Пітуля Петро Степанович — переселенець зі знищеного поляками українського села Малковичі біля Перемишля. Пітуля ставши сільським головою та одночасно головою церковного комітету, встановив в костелі Святої Катерини образ Святого Івана Богослова, привезений ним під час переселення із Малковичів, тобто цього дня у 1954 році колишній костел став церквою та його було посвячено в ім'я Святого Івана Богослова. Петро Степанович, на власний страх та ризик, за чотири роки свого правління прописав у Водяному 22 греко-католицьких священики, яких переслідувала тодішня влада.
У 1957 році відбулося об'єднання дрібних колгоспів Водяного, Холодновідки, Конопниці, Рудна та Білогорщі у велике колективне господарство імені Ілліча, з колгоспною конторою (правління колгоспу) у Водяному та з загальною площею земельних наділів, яка складала 2200 гектарів. Основним напрямком діяльності колгоспу було вирощування зернових культур.
За особливі досягнення у розвитку сільського господарства, на засіданні парторганізації, кандидатуру Петра Степановича Пітулі було висунуто, як претендента на вступ до лав комуністичної партії, але він відмовився. З цієї причини й був звільнений з посади сільського голови.
Його наступницею, на початках виконувачем обов'язків голови, стала Падко Євгенія Миколаївна, а 11 березня 1959 року на першій сесії Водянської сільської ради депутатів трудящих VI скликання, при відкритому голосуванні, її було обрано головою сільської ради. На посаді голови сільської ради Євгенія Миколаївна знаходилася до 1967 року.
За час каденції Євгенії Миколаївни суттєво збільшилась кількість мешканців села. Ті люди, котрі не бачили перспективи мешкаючи у віддалених від Львова селах і працюючи за копійки у колгоспах, почали масово виїжджати на роботу до Львова. Намагалися оселитися у Водяному. Особливо багато осіло в селі вихідців із Мостиського, Городоцького, Самбірського та Старосамбірського районів. Багато в цей час осіло також людей, що повернулися із сталінських таборів з Сибіру, Казахстану, крайньої півночі Росії і Далекого Сходу. Почалося інтенсивне житлове будівництво, а також було заасфальтовано автомобільну дорогу при вул. Тургенєва (нині — вул. Шухевича) та частину дороги до залізничної станції Зимна Вода, що при вул. Миру.
У 1965 році став до ладу дослідно-експериментальний завод нестандартного обладнання.
У 1968—1972 роках на посаді голови сільської ради працював Воротник Микола Порфирійович. Воротник продовжив політику своєї попередниці, тобто продовжилося інтенсивне переселення нових мешканців та масова забудова села, а також було багато зроблено для зміцнення матеріальної бази сільських шкіл, дільничої лікарні.
Протягом 1960-х та початку 1970-х років у селі оселилося багато греко-католицьких священників та служниць. Незважаючи на всі намагання режиму, у підпіллі вирувало церковне життя села: проводилися богослужіння, обряди вінчання, Першого причастя, висвячувалися нові священики УГКЦ тощо, тому у представників окупаційної влади, КДБ село отримало назву «уніатського розсадника».
Ще у березні 1946 року у Львові відбувся псевдособор, на якому проголошено ліквідацію Греко-Католицької Церкви, значну частину її майна передано Російській Православній Церкві, а вірних та духовенство насильно змушували зрікатися своєї Церкви. Патріарх Російської Православної Церкви Алексій I благословив цю подію. Свідками вірності Христові та Церкві стали мільйони мучеників — жертв новітніх переслідувань: єпископи, священики і миряни, монахи і монахині.
Прикладом таких переслідувань є доля священника Мар'яна Володимировича Гірняка, котрий їздив селами Мостиського, Городоцького та Яворівського районів відправляючи Святу Літургію. У 1983 році о. Гірняка було заарештовано та після тривалих катувань у Городку священник помер. У 1960—1963 роках в селі мешкав брат ЧНІ Авксентій (Кінащук) та працював садівником у дитячому протитуберкульозному санаторії, а пізніше в одній хаті з ним мешкав о. Петро Козак — настоятель підпільної УГКЦ. У 1975 році тут мешкав парох сіл Добряни та Путятичі отець Богдан Сенета.
Протягом першої половини 1973 року керував селом Зуб Михайло Федорович. За цей короткий проміжок часу перебування на посаді сільського голови були підсипані гравієм дороги при вулицях Миру та Суховільській, а також виготовлено проєктну документацію для будівництва моста через річку.
Від червня 1973 року по 1979 роки головою Водянської сільської ради була Галина Петрівна Бойко-Попович. За час її керівництва було зроблено немало добрих справ. Тоді до складу Водянської сільської ради входили також Білогорща, Холодновідка, Лапаївка та Конопниця, тож й роботи для сільського голови було досить багато. Так, за головуванням Галини Петрівни, у Конопниці було добудовано клуб та відремонтовано медпункт, а також, у Білогорщі проведено капітальні ремонти медпункту, клубу та дороги з Білогорщі до Левандівки.
У 1975 році, за її ініціативи, було реконструйовано міст через річку навпроти сільської ради.
У 1978 році Галина Петрівна подавала клопотання до голови Ради Міністрів УРСР щодо виділення коштів для будівництва приміщення сільської ради. Такі кошти невдовзі було виділено та розпочато будівництво нового приміщення сільської ради на тодішній вулиці Тургенєва (нині — вул. Шухевича). Крім цього, за час головування Галини Петрівни, було виготовлено технічну документацію на газифікацію села.
У 1980—1984 роках головою сільської ради працював Володимир Григорович Курносов, за час каденції котрого, було завершено будівництво нового приміщення сільської ради; встановлено сільську АТС на 200 номерів, розпочато добудову школи № 2; виготовлено технічну документацію для будівництва школи № 1 на 1176 учнівських місць та розпочато саме будівництво школи, збудовано крамниці по вул. Суховільській та Сонячній.
Проте, мешканці Зимної Води найбільше є вдячними Курносову за те, що під його керівництвом у 1983 році розпочалися роботи з газифікації села. Завдяки старанням Курносова В. Г., Стадника С. І., Мартинишина Є. Ю., котрі неодноразово зверталися до Кабінету Міністрів УРСР та особисто їздили до Києва, у порядку експерименту, як для найбільшого села України, було дозволено утворити кооператив мешканців села для газифікації. Цей кооператив очолили С. І. Стадник та Є. Ю. Мартинишин. І вже у 1984 році була побудована перша газорозподільча станція при вул. Шевченка.
Суттєвий вклад у газифікацію Зимної Води вніс місцевий мешканець Богдан Дацко, завдяки йому було прокладено газопровід від ГРП № 5 (ріг вулиць Львівської та Сірка) до ГРП № 3 (вул. Крип'якевича) та до школи № 1, а також немалий вклад у цей процес був зроблений дирекцією заводу нестандартного обладнання на чолі з М. А. Несеним, зокрема, на кошти заводу було закуплено понад 5 км газових труб для газифікації села.
У 1985—1987 роках, під час головування, наступника Володимира Григоровича на посаді сільського голови — Анатолія Онуфрійовича Ткаленка, продовжувалися роботи з газифікації села та будівництва школи № 1, а також було відкрито продуктовий магазин при вул. Шашкевича.
У 1987—1989 роках сільською радою керував Володимир Петрович Венгрин, за головування якого було здано в експлуатацію школу № 1, побудовано біля школи газову котельню, продовжено роботи з газифікації села. Через господарський двір радгоспу «Львівський» до вул. Мазепи було продовжено вул. Заньковецької.
Ось і настав надзвичайно складний і відповідальний час — це час розпаду радянської тоталітарної держави, пробудження національної свідомості, великого піднесення народу. Але, разом з тим, це був час, коли розпадались державні підприємства, колгоспи, а люди втрачали роботу. В період часу між 1989 та 1991 роками у Водянській сільській раді довелося головувати Борису Андрійовичу Будзанівському — головою ради та Баландюху Петру Васильовичу — головою виконкому. Одним із дієвих заходів для підтримки людей в цей час було виділення городів в с. Конопниця площею 9 га та виділення земельних ділянок під будівництво житла, у першу чергу, багатодітним сім'ям.
Багато роботи проводилося в царині національного відродження: демонтаж пам'ятника Леніну (червень 1990 року), перейменування вулиць села, котрі носили імена діячів тоталітарного режиму та виготовлення табличок на перейменовані вулиці; повернення селу історичної назви «Зимна Вода», проведення національних та фольклорних свят, розповсюдження національних прапорів тощо.
18 листопада 1989 року церкви Воздвиження Чесного Хреста та Святого Івана Богослова повернуті греко-католицькій громаді села.
У серпні 1990 року на фасаді сільської ради встановлено національний герб України — Тризуб.

### Новітня історія (1991—2016)
З розвитком демократичних реформ наприкінці 1980-х років в Зимній Воді з'явилися осередки громадсько-політичних організацій, зросла політична активність громадян України. Так, у 1988 році створено осередок товариства української мови та культури, яке проводило велику роботу з упровадження та популяризації української мови та культури. У 1989 році було відновлено діяльність Товариства української мови імені Т. Г. Шевченка, керівником якого стала Надія Олександрівна Малиха; створено осередок громадсько-політичної організації Народний Рух України за перебудову.
Після прийняття 16 липня 1990 року Верховною Радою УРСР Декларації про державний суверенітет України, відбуваються радикальні зміни не лише в державі, але й на теренах Львівщини, зокрема, й у Зимній Воді.
Так 18 січня 1991 року у військовій частині, котра дислокується на території села, отець Богдан Білинський відслужив святкове Богослужіння, а особовий склад військової частини разом зі своїм командиром — підполковником Терешком Романом присягнули на вірність Україні та українському народові. Це було велике свято, котре показало, що армія готова захищати інтереси українського народу. Цього результату вдалося досягли завдяки активній агітаційній роботі, що проводилася Б. Будзанівським, С. Семаком та Я. Мацишиним.
Довготривала боротьба українського народу за створення незалежної держави завершилася 24 серпня 1991 року, коли на позачерговій сесії Верховної Ради УРСР було проголошено найважливіший документ — Акт проголошення незалежності України, яким проголошено незалежність України та створення самостійної української держави — України. Хоча українці отримали свою незалежну державу, розпочався, мабуть, не менш відповідальний період — час її утвердження і розбудови. Роки, що минули від дня проголошення Незалежності, були нелегкими. Не завжди виправданими і впевненими були дії нашої влади, адже Українська держава, як дитина, робила перші самостійні кроки, набувала досвіду, вчилася на власних помилках.
З цього часу в Україні втілилося багато з того, про що мріяли українці, до чого прагнули, бажаючи змін. Залишилася в минулому стара комуністична, тоталітарна система. Стали реальністю приватна власність, виборність влади, багатопартійність, наявність альтернативних джерел інформації, відкритість кордонів, можливість жити і діяти на власний розсуд. Виросло ціле покоління нових Українців.
Але разом з тим політична розрізненість, відсутність суспільного порозуміння, політичне безвілля нашої влади, корупція, призвели до серйозних розчарувань. В такій непростій ситуації доводилося жити і працювати мешканцям нашого села, сільським головам та депутатському корпусу всіх Демократичних скликань.
У 1991 році відбулися перші демократичні вибори місцевих органів влади, було обрано 30 депутатів, а вже наприкінці цього ж року засідала сільська рада першого демократичного скликання. Головою сільської ради обрано Андрія Михайловича Шмілика, котрий за час свого головування, у 1991—1994 роках, зробив багато добрих справ для нашого села і наших людей. Продовжились роботи з газифікації сіл Зимної Води та Конопниці, проводилася реконструкція та ремонт старих електричних мереж, ремонт доріг по вулицях Гоголя, Сірка, Мазепи, Львівській та Суховільській; при дорозі на сільський цвинтар була насипана символічна могила-курган «Борцям за волю України», а між вулицями Львівською, Володимира Великого та Крип'якевича було виділено земельну ділянку під будівництво греко-католицької церкви Святих Апостолів Петра і Павла. Також було виділено земельні ділянки під будівництво православної церкви «Всіх Святих землі Української» (біля кладовища), під будівництво церкви Успіння Пресвятої Богородиці в Лапаївці, для будівництва шкіл у Лапаївці та Конопниці. Завдяки спонсорській підтримці та сприяння Андрія Михайловича була збудована церква Різдва Пресвятої Богородиці в Конопниці.
Дбаючи про інтереси людей, депутатський корпус села на чолі із п. Шміликом домігся відчуження від радгоспу «Львівський» більше ніж 300 гектарів землі. Саме за рахунок цієї землі було видано понад 900 рішень (з врахуванням Лапаївки, Холодновідки та Конопниці) на проведення індивідуальної забудови мешканцями села. Це, у першу чергу, житлові мікрорайони по вул. Гоголя, біля ШЕДу та «Під Суховолею». Великі земельні ділянки біля ШЕД та під Басівським лісом також було передано мешканцям села для ведення особистого селянського господарства, а біля Руднівського та Зимновідського цвинтарів, під Білогорщею, за кільцевою дорогою, біля ЗОСШ № 1 та по вул. Суховільській — для ведення городництва.
Частина земель колишнього радгоспу «Львівський» та господарський двір господарства в цей час було передано фірмі «Галімпекс-склодзеркальний завод», 5 гектарів землі передано фермеру В. Ващуку, 9 гектарів фермеру Ю. Душному та 10 гектарів фермеру М. Ковальському, 50,2 гектари землі було передано м. Львову, під будівництво житлового масиву «Білогорща».
Працював Андрій Михайлович над тим, щоб приміщення інституту рідких добрив, що по вул. Тичини, перетворити на лікарню. Було отримане рішення обласної ради про передачу цього приміщення обласному управлінню охорони здоров'я. Проте, після наступних виборів ця справа не була доведена до кінця. Протягом 1992—1993 років завдяки старанням Андрія Михайловича була виготовлена проєктна документація на будівництво каналізації. Проте, наступні керівники села не реалізували цього проєкту.
У 1994 році від Зимної Води відокремилися села Конопниця та Лапаївка і стали повноцінними адміністративними одиницями з власними сільськими радами.
У 1994—2002 роках, впродовж двох скликань, сільську громаду очолював Василь Іванович Біда. Мабуть, найбільш вдячними мешканці села повинні бути Василю Івановичу за те, що з його ініціативи було викуплене сільською радою приміщення колишнього клубу по вул. Марка Вовчка і розпочато його реконструкцію під нову поліклініку, ряд сільських доріг підсипано вапняком.
За головування Василя Івановича 21 гектар землі під Білогорщею було виділено мешканцям Зимної Води та Львова під садівниче товариство «Дари природи». Розпочалась активна приватизація присадибних земельних ділянок та ділянок для ведення особистого селянського господарства; 3,6 гектари землі було виділено по вул. Тичини кооперативу «Сигнал» під житлове будівництво. В цей час також передано у приватну власність та постійне користування ряд ділянок для ведення бізнесу: під будівництво заправки автомобілів товариству «Атмосфера-центр», ПП «Високий замок», ПП З. Світлику, під кафе «Ганна-Марія», магазин «Зелена хата», під автомийку по кільцевій дорозі.
У 2002—2006 роках на посаді сільського голови працював Володимир Петрович Возняк, під час керівництва якого розпочався певний рух з соціального розвитку села.
Активно велися роботи з будівництва нової поліклініки, були заасфальтованими вулиці Мазепи та Львівська, ряд вулиць підсипано гравієм, відновлено роботу КНС біля школи № 1, з ініціативи депутата Романа Івановича Савки розпочалися роботи з централізованого водопостачання кварталу забудови «Гоголя». За сприянням сільського голови та керівництва телекомунікаційної компанії «Аркада-Х» було встановлено сучасну цифрову АТС «Alcatel» та проведено телефонізацію багатьох будівель житлового і комерційного призначення.
Багато зроблено Володимиром Петровичем для розвитку бізнесу на території села. Зокрема, передано в оренду 4 гектари землі під будівництво «Епіцентру», 2,7 гектари під будівництво житлового масиву «Сонячний край», 4,4 гектари для будівництва комплексу дорожнього сервісу та будинків готельного типу біля «Смолярні», 0,7 гектара для будівництва ресторану та торгового комплексу в «Хінському» лісі; навпроти ЗОСШ № 1 виділено підприємцям села ділянки під будівництво нотаріальної контори та магазину. За сприяння Володимира Петровича передано РДА ряд ділянок для ведення підприємницької діяльності за кільцевою дорогою.
Для вирішення житлових проблем мешканців села передано у власність 118 ділянок під індивідуальне будівництво в кварталі «Південний», понад 2 гектари землі під житлове будівництво по вул. Городоцькій під Конопницею, близько 1 гектара під житлову забудову на вул. Тичини.
Черговою сторінкою в історії Зимної Води є період із 2006 року по 2010 роки.
Характерною його відмінністю є те, що на хвилі загальнонародного піднесення, викликаного Помаранчевою революцією 2004 року, до органу місцевого самоврядування — сільської ради було обрано цілий ряд зимновідців, зокрема, це: А. Фукс, А. Гутник, М. Бодревич, З. Хома, Р. Савка, Я. Мороз, О. Саган, Н. Мочерад, В. Пащак, Л. Нагурський, А. Санницький, Ю. Франчук, С. Петрівська, Г. Дюк, Г. Гонсьор, Л. Кос, Д. Войтович, С. Огірко, В. Курівчак, В. Менчак, П. Коновал, Р. Малиняк, І. Безпалюк, О. Медвідь, В. Пиріг, Л. Баб'як.
Саме ці представники депутатського корпусу села та виконавчий комітет сільської ради в складі О. Саган, М. Левчука, Н. Пехович, О. Давидко, Г. Холявки, С. Мазуркевича, І. Запоточного, М. Качмарик, Ю. Клонцака на чолі із сільським головою В. Гутником, поставили перед собою амбітні плани.
У 2006 році заасфальтовано частини вул. Кобилянської, Західної, Мазепи, Львівської, Бандери, покладено асфальт біля сільської ради, щезли великі вибоїни на дорозі навпроти сільської ради, на мості появилися нові добротні поручні, однак це лише у центрі села. На околицях ситуація з дорогами залишається критичною, незважаючи на заяви «покращення доріг до наступного року».
У 2007 році за рахунок залучених коштів заасфальтовано дорогу на цвинтар та цвинтарні доріжки, підвезено гравієм вул. Січових Стрільців, частину вул. Сірка, дорогу в лісі. Прокладено ряд водовідвідних труб під новий водогін по вулицях Яворницького, Курбаса, Січових Стрільців та в лісі.
У 2008 році, за рахунок кооперування бюджетних та залучених коштів, було покладено 720 метрів погонного асфальту на вул. Заньковецької, завезено 88 «Камазів» вапняку для ремонту вул. Івасюка та Озерної, підвезено відпрацьованим гравієм вулиці Кобилянської, Галицьку та Володимира Великого. Також у 2009 році покладено 307 метрів погонного асфальту по вул. Суховільській.
Протягом другого півріччя 2007 року було побудовано новий міст через річку по вул. Шкільній. З метою запобігання нещасних випадків, через обласну ДАІ виконком сільської ради домігся встановлення на перехресті вул. Городоцької та Заньковецької світлофора.
Вже у 2006 році було виготовлено проєкт на першу чергу каналізування. Відповідно до плану роботи сільської ради, роботи з каналізування села були розпочаті у 2007 році. З червня і ще до кінця року прокладено до Львова два напірних колектори; виконано методом горизонтально направленого буріння ряд проколів попід річкою, попід вул. Шухевича, кільцевою дорогою, двома гілками залізничних колій.
Протягом 2008 року вже було розпочато підготовчі роботи з будівництва КНС, прокладено самопливний колектор по вул. Івасюка та Озерній. У 2009 році планувалося завершити будівництво 1-ї черги каналізаційних мереж та споруд. Проте, дане завдання не виконано з двох причин. По-перше, у зв'язку з великим дебетом ґрунтових вод та плавунів у місцях прокладання каналізаційних колекторів та будівництва насосної станції, були внесені зміни до проєкту.
Не менш важливою справою, котру було розпочато у 2005 році і продовжено в 2007 році, були роботи з водопостачання, які виконувалися за рахунок залучених коштів сільської ради та коштів мешканців Зимної Води. У 2007 році, біля «Смолярні», було побудовано насосну станцію та закуплено обладнання для неї, прокладено біля 5-ти км водопроводу, підключено до водопостачання понад 100 житлових будинків. Протягом 2008—2009 років ця робота була продовжена. І вже станом на 1 січня 2010 року в селі маємо близько 28-ми кілометрів водопроводу та підключено 1070 споживачів.
28 грудня 2006 року здано в експлуатацію нову поліклініку.
У 2007—2009 роках завдяки залученню бюджетних коштів сільської ради та спонсорській підтримці проведено ремонт та модернізацію старих приміщень Зимновідської амбулаторії загальної практики сімейної медицини.
Протягом 2007 року було проведено ремонтно-реставраційні роботи будівлі Народного дому.
Серйозним кроком у 2007 році було розроблення і затвердження проєкту забудови громадського центру села. Даним проєктом передбачено побудувати дитячий садок на 150 місць, спортивний центр, будинок культури, торговельно-побутовий центр та декілька чотириповерхових будинків. І, починаючи від 2007 року, цей проєкт почав втілюватися в життя. Було відведено земельну ділянку та виготовлено проєкт дитячого садка на 150 місць. А у вересні 2008 році сільською радою розпочато його будівництво, але через відсутність фінансування з травня 2009 року по вересень 2010 року будівництво не велося. І лише у 2011 році, напередодні свята Покрови, урочисто відкрито новий дитячий садочок «Казковий Світ» по вул. Крип'якевича, 15.
У 2007—2009 роках, у приміщенні старого садка по вул. Бандери, проведено внутрішній ремонт, замінено вікна, реконструйовано внутрішню електромережу, закуплено нові меблі, інвентар та побутову техніку, встановлено нову огорожу та облаштовано дитячий майданчик.
Як і планувалося, з ініціативи сільської ради, у 2008 році була проведена реконструкція символічної могили «Борцям за волю України». До цієї важливої справи долучилися підприємці нашого села В. Ваславик та Ю. Ткач.
У 2008 році мешканцями нашого села архітекторами О. О. Крушельницьким та Р. О. Крушельницьким запроєктовано стадіон у Хінському лісі, а у 2009 році було розпочато роботи з його будівництва; за рахунок залучених коштів, при вулицях Грушевського, Львівській та Сонячній, облаштовано три дитячих майданчики.
У 2016 році розпочато будівництво спортивної зали для ЗОСШ № 2 (прибудова до існуючої будівлі школи при вул. Сірка, 75).

## Освіта
У селі працює два заклади загальної середньої освіти — ліцей № 1 Зимноводівської сільської ради (керівник Левчук Оксана Іванівна) та ліцей № 2 Зимноводівської сільської ради (директор Бобеляк Ярослав Богданович), а для найменших мешканців села працює три дошкільних навчальних заклади — дитячий садок «Берізка» (завідувачка Ольга Володимирівна Мила) та центр розвитку дитини «Казковий світ» (завідувачка Світлана Зіновіївна Громик). 1 жовтня 2020 року відбулося відкриття дитячого садочка «Дитячий Всесвіт», розрахованого на 160 дітей на вулиці Сагайдачного, 1 (завідувачка Батіг Марія Юріївна).

### Дошкільна освіта

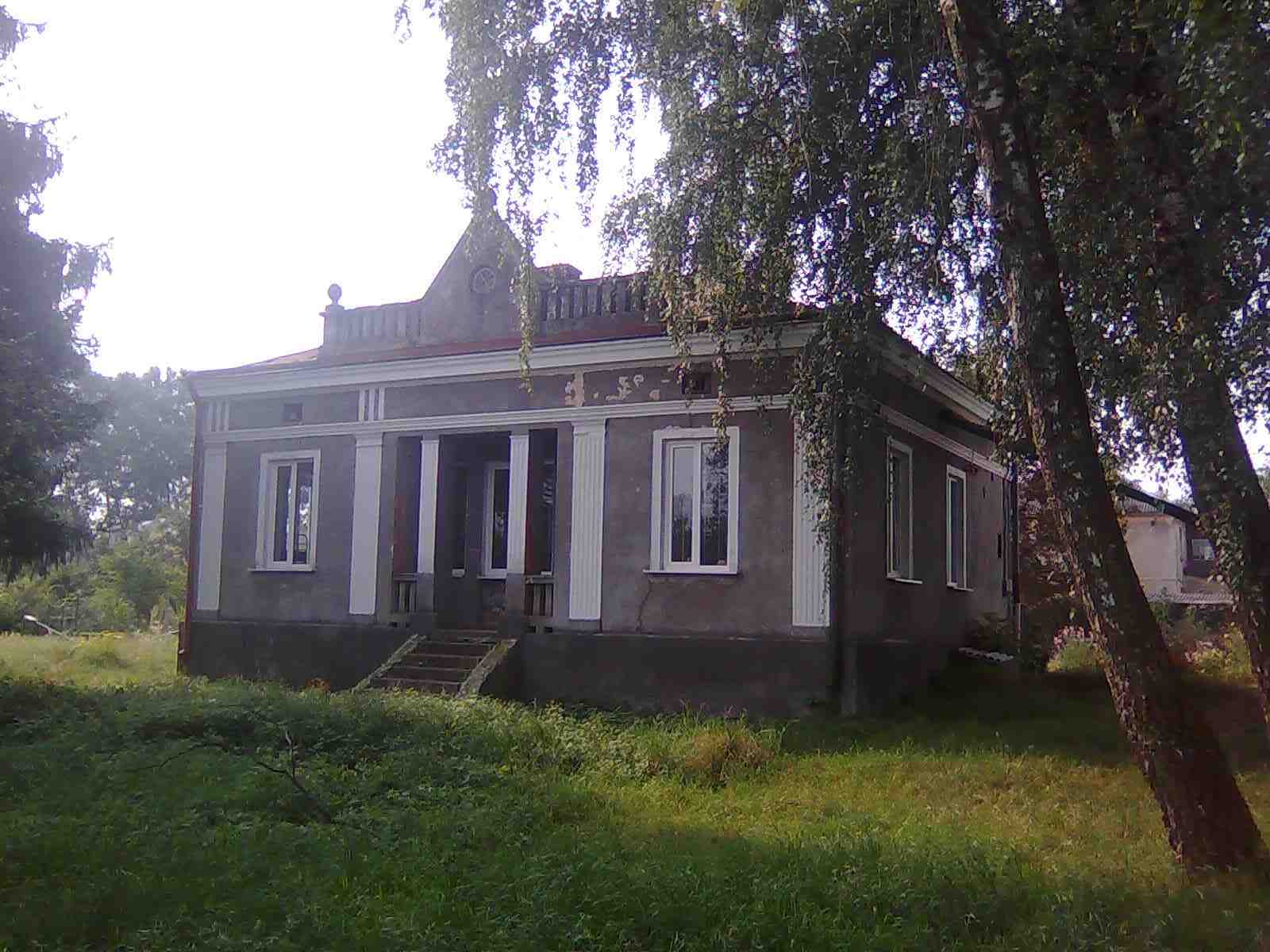
Дитячий садок «Берізка»

Дитячий садок «Берізка» (вул. Бандери, 7) функціонує у будівлі, збудованій у 1938 році. Історія дошкільної установи розпочалась у повоєнні роки. В будинку, покинутому польською родиною по закінченню другої світової війни, у 1954 році було відкрито ясельки, де приймали дітей від трьох місяців до трьох років. Нині там функціонує різновікова група, яка нараховує 18 дітей віком від 3 до 6 років.
У 2007—2009 роках, у приміщенні садка було зроблено внутрішній ремонт, замінено вікна, реконструйовано внутрішню електромережу, закуплено нові меблі, інвентар та побутову техніку, встановлено нову огорожу та облаштовано дитячий майданчик. Садок став гарним і затишним.
Але для потреб мешканців Зимної Води, де налічувалося 800 дітей дошкільного віку, діючий дитячий садок був замалим, тому батьки, громада та влада Зимної Води взяли на себе повну відповідальність, залучивши меценатів для будівництва нового приміщення дошкільної установи. Саме ініціативу громади Зимної Води, щодо побудови нового приміщення дитячого садка підтримала Львівська обласна державна адміністрація.

Центр розвитку дитини «Казковий світ»

Будівництво центру розвитку дитини «Казковий світ» (вул. Крип'якевича, 15) було розпочато у 2008 році, але через брак коштів з травня 2009 року по вересень 2010 року будівництво не велося. В жовтні 2010 року будівництво відновлено і вже у День свята Покрови, 14 жовтня 2011 року, садочок урочисто відкритий. На урочистостях, з нагоди відкриття дошкільної установи у Зимній Воді, мав брати участь прем'єр-міністр України М. Азаров, але прибула делегація від Партії регіонів на чолі з С. Тігіпком.
У дошкільному закладі функціонує 8 груп (150 дітей), з них: 2 групи для дітей раннього віку, 3 групи для дітей молодшого дошкільного віку, 3 групи для дітей старшого дошкільного віку. Штат працівників становить 42 особи, з них 19 осіб — педагогічні працівники, 23 — технічний персонал.
У дошкільному закладі створено умови для дітей: затишні, естетично оформлені приміщення груп, сучасні меблі та декорації, предметно-розвивальне середовище, дидактичні матеріали, що дібрані згідно з вимогами Базової програми розвитку дитини дошкільного віку «Я у Світі», для музичних та фізкультурних занять у дитячому садку є відповідний зал, а також для дітей обладнано спортивний та ігрові майданчики зі затишними павільйонами.
На території (вул. Роксолани, 15-17), яку до 1991 року займав колишній дитячий протитуберкульозний санаторій, планується будівництво приватного дитячого садочку.
2017 року розроблено та погоджено робочий проєкт на будівництво нового дитячого садочку на вулиці Сагайдачного, 1. Будівництво дитячого садочка «Дитячий Всесвіт» розпочалося 2018 року, в межах ініційованого Президентом України проєкту «Велике будівництво», тобто з держбюджету на будівництво садка виділили 20 млн гривень, а з сільського — понад 8 млн гривень. Наприкінці вересня 2020 року закінчені внутрішні та зовнішні роботи і 1 жовтня 2020 року відбулося відкриття дитячого садка, розрахованого на 160 дітей. Будівля нового садку має два поверхи. На першому поверсі будуть розміщені чотири групи дошкільного віку, приміщення медичного блоку, харчовий блок, пральня, прасувальня. На другому поверсі — приміщення чотирьох груп дітей дошкільного віку, актову та спортивну зали, кабінет завідувача, кімната персоналу, методичний кабінет, господарські комори.

### Шкільництво: історія та сучасність

ЗОШ № 2

Згадки про першу школу у Зимній Воді датуються 1824 роком. Тоді на території німецької колонії Кальтвассер, була збудована однокласна німецька школа, яка мала приватний статус. У 1909 році цю школу відвідувало 39 дітей, з них: німецьких — 34 дитини. Була також й польська школа, що з'явилася у 1870 році і розташовувалася біля костелу Святої Катерини (нині — плебанія греко-католицької церкви Святого Івана Богослова), а місцеві українці (русини) натомість не мали власної школи і тому були вимушені ходити до української школи, що діяла в Рудному при церкві Воздвиження Чесного Хреста.
Новітня історія шкільництва була започаткована у 1946 році. Перші класи (майбутньої ЗОШ № 1) для навчання дітей були організовані у приміщенні теперішнього Народного дому, тобто було виділено дві кімнати для цих потреб. Так з'явилася початкова школа у Водяному, завідувачем якої призначили Ольгу Прокопівну Олімпієву. Та невдовзі керівництво школи було змінене: директором призначено Григорія Павловича Івахна. Новопризначений директор поставив перед відділом освіти району питання щодо виділення відповідного приміщення для здійснення навчально-виховного процесу. Саме тоді для потреб школи було виділено два будинки на сучасній вул. Шкільній, а сама школа стала семирічною. Почав формуватись педагогічний колектив з учителів, присланих зі східних областей України. У 1946 році прибули вчителі: початкових класів — Ольга Петрівна Пальчук та Марія Яківна Литвинчук, біології — Олександра Ільківна Постарко, російської мови — Валентина Федорівна Ост, історії — Микола Порфирійович Воротник, фізичного виховання — Олександр Свиридович Башта та фізики — Володимир Савович Фещук. Від 1952 року у школі почали працювати вчителі Єва Миколаївна Стричак, Марія Василівна Москвіта, Іван Степанович Федина, Галина Іванівна Гурська, Ольга Іванівна Мельник.
У 1963—1968 роках на посаді директора школи перебував Микола Порфирійович Воротник, 1968 року його на цій посаді змінив Володимир Вікторович Занічковський. Володимир Вікторович був прекрасним педагогом, вимогливим керівником і добрим організатором, згуртував учительський колектив, підніс на високий рівень навчально-виховний процес, дбав про підвищення кваліфікації кожного вчителя. Саме при Занічковському у 1970-х роках до школи приходить нова когорта талановитих педагогів: В. Н. Братунь, Л. І. Марухняк, З. А. Стадник, О. В. Петрів, Г. М. Поліщак, Б. К. Романчишин, Г. С. Паськович, П. Т. та Д. Т. Сидір, Н. Ф. Товарницька, Л. С. Завгородня, М. Ф. Зинич, Н. М. Миколів.

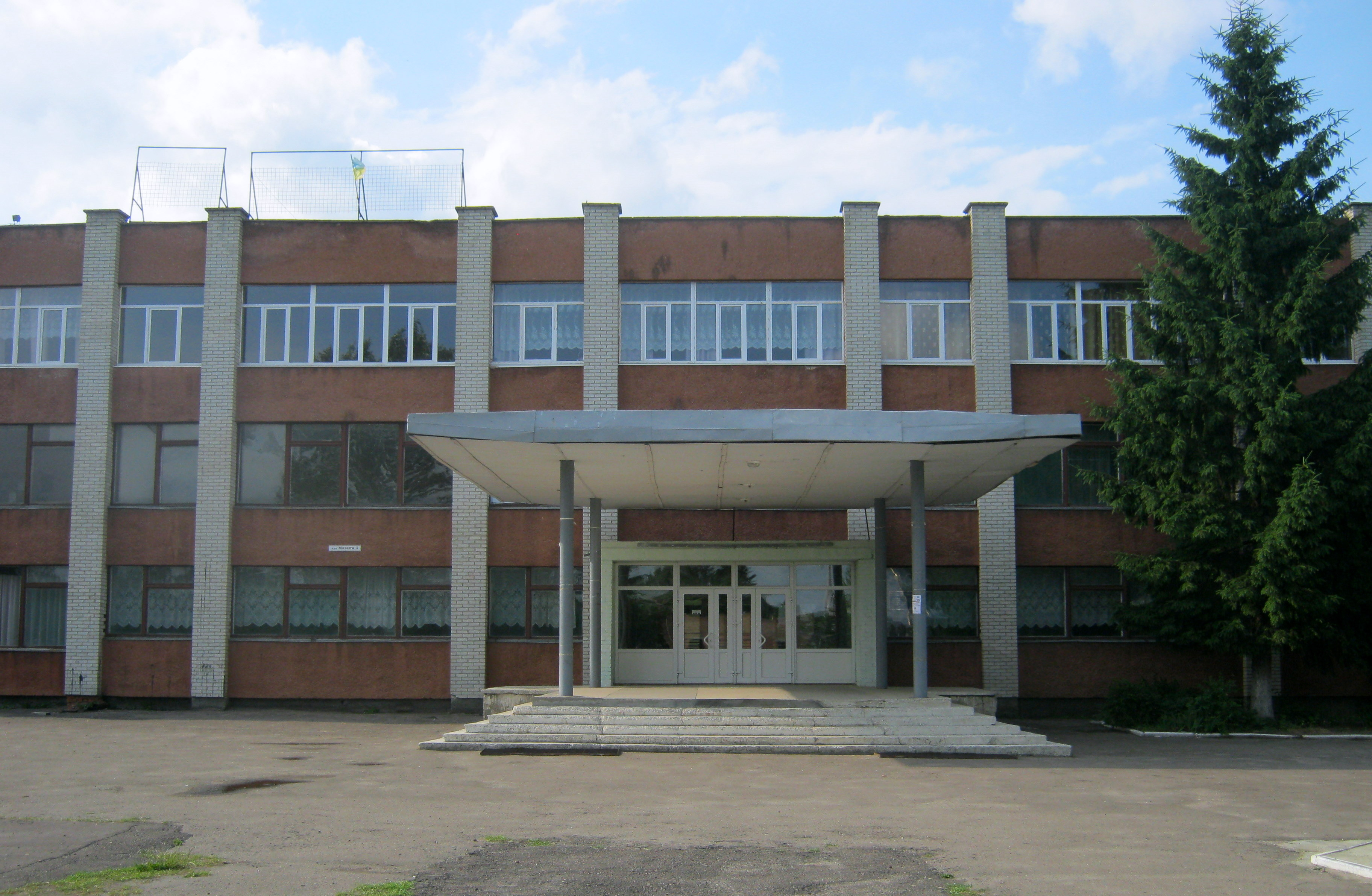
ЗОШ № 1

Від 1978 року на посаду директора Водянської восьмирічної школи призначено Богдана Михайловича Дяка. З ініціативи Богдана Михайловича та за підтримки голови сільської ради В. Г. Курносова, директора заводу нестандартного обладнання М. А. Несена, депутата сільської ради А. І. Александера та депутата Верховної Ради УРСР М. В. Сех розпочалася активна робота з будівництва нової школи.
Школу будувало все село: батьки, вчителі, учні і вже 1 вересня 1987 року, ця надсучасна, як на той час, школа відчинила свої двері для місцевих школярів. У ній були спальні та ігрові кімнати для шестиліток, простора і гарна їдальня, актовий зал, спортзал, майстерні та обладнані на належному рівні навчальні кабінети. За вагомий вклад у будівництво школи Б. М. Дяк був нагороджений нагрудним знаком «Відмінник народної освіти УРСР».
На урочистій лінійці ключі від школи вручили новому директору Юрію Степановичу Петрівському, який пропрацював на цій посаді до 1993 року. За час його керування у школі відкрито комп'ютерний клас, впроваджено уроки інформатики, введено тракторну справу та автосправу. Для школи придбано легковий та вантажний автомобілі, трактор; відкрито філію Оброшинської музичної школи, обладнано стоматологічний та медичний кабінети.
У 1989 році школа перейшла на втілення у навчальний процес концепції національної школи. Через брак методичної та наукової літератури з проблем національного виховання виникало багато проблем. Проте, наші вчителі самотужки взялися вирішувати їх та ще й надали методичну допомогу школі-гімназії з Кривого Рогу і, як наслідок, був укладений договір про співпрацю. Діти цього міста побували в нашому селі під час Різдвяних свят, вперше побачили і відчули святкування Різдва Христового. Також були налагоджені зв'язки нашої школи з українською школою у польських містах Сянік та Ястшембе-Здруй. Діти нашої школи їздили в гості до Польщі і, відповідно, діти з Польщі приїжджали до нашого села.
У грудні 1993 року на конкурсній основі директором школи стає Володимир Романович Кос. Завдяки його старанням за відносно короткий термін було відремонтовано санвузли та каналізаційно-насосну станцію.
У червні 1997 року завдяки зусиллям директора школи та учителя автосправи Петра Володимировича Міськіва школа отримала ліцензію про надання освітніх послуг на отримання професійної освіти на рівні кваліфікаційних вимог до курсового професійно-технічного навчання з професії водій автотранспортних засобів категорії «В» і «С». На базі школи відкриваються курси водіїв для населення. Для навчання учнів та вчителів водінню придбано два легкових автомобілі: ГАЗ-2410 і «Таврія». Зароблені кошти йдуть на ремонт школи, придбання комп'ютерної техніки, необхідного реманенту та обладнання.
Сьогодні у школі навчається майже 600 учнів, працює 64 учителі, з них: 28 вчителів мають вищу кваліфікаційну категорію, 8 — звання «Старший учитель», 4 — «Учитель методист». Високий рівень досягнень учнів у різноманітних конкурсах та фестивалях забезпечують заступники директора школи М. А. Качмарик та О. О. Бегей.
Навчальний заклад пишається своїми досвідченими педагогами, майстрами своєї справи: Д. Т. Сидір, Г. Д. Барух, Г. М. Поліщак, Н. Ф. Товарницькою, Г. І. Вовк; переможцями районного етапу Всеукраїнського конкурсу «Вчитель року» Г. М. Поліщак, О. М. Красій, І. С. Віняр, О. Б. Величко, О. Б. Пилип'як, І. В. Ярош; призером обласного конкурсу «Вчитель року-99» — Л. М. Кос.
Із часу побудови нової школи з її стін випущено 3723 учні, із них 131 медаліст. Характерним для колективу освітнього закладу є впровадження новітніх технологій в методику навчання і виховання, експериментувати, добирати найефективніші форми й методи навчально-виховної роботи. Школа — постійний лідер за результатами районних, обласних олімпіад та конкурсів.
Одне із основних завдань, над яким працюють вчителі — широке впровадження допрофільної підготовки та профільне навчання. Починаючи з 8 класу, учні вивчають курс з основ інформатики, а з 10—11 класів отримують знання із будови та водіння автомобіля, конструювання та пошиття верхнього одягу.
Сприяє духовному зростанню школярів та урізноманітнює їхнє дозвілля заняття в гуртках та секціях. До послуг дітей драматичний та туристично-краєзнавчий гуртки, гурток бісероплетіння, танцю. Спортивні секції з волейболу, футболу, легкої атлетики та боксу розвивають в учнів фізичні навички. На базі школи діє філія Оброшинської музичної школи, педагоги якої навчають дітей грі на різноманітних музичних інструментах.
Хор хлопчиків «Цвіркун» під керівництвом Ірини Іванівни Кузяк ставав лауреатом Всеукраїнського конкурсу «Родина». Сьогодні Ірина Іванівна успішно працює з хором «До-мі-соль». А учні школи є учасниками й переможцями конкурсів «Таланти твої, Україно». «Сурми звитяг», «Молода Галичина». Випускниця Марта Малашняк неодноразово ставала лауреатом міжнародних та Всеукраїнських пісенних конкурсів.
Задля збереження історичної пам'яті про події минулого зусиллями осередку «Просвіти» 24 серпня 2009 року у школі відкрито історико-краєзнавчий музей с. Зимна Вода. Експозиції музею присвячені життю і побуту людей, які поселилися в Зимній Воді після війни. Тут і вишитий килим, і старовинні рушники, і одяг, який носили в Надсянні і Лемковині, різні предмети домашнього вжитку: ночви, кошики, прялки, праски, маслянки тощо. Особливе місце займає одяг січових стрільців, переданий у музей воїнами УПА. Великі експозиції присвячені шкільному життю, історії села до 1939 року, у радянський період і сучасній Зимній Воді.
У 2019 році Зимноводівську загальноосвітню школу I—III ступенів № 1 реорганізовано у Ліцей № 1 Зимноводівської сільської ради Пустомитівського району Львівської області. У 2020 році був утворений Львівський район до складу якого увійшли села колишнього Пустомитівського району й тому від 2021 року — ліцей № 1 Зимноводівської сільської ради Львівського району Львівської області.
Ліцей № 2 Зимноводівської сільської ради Львівського району Львівської області заснований у 1946 році, як Зимноводівська середня школа. Саме в цей час в с. Зимна Вода прибули переселенці із Польщі. Школа була відкрита у приміщенні колишньої польської вілли, яка, очевидно, до того вже використовувалася як дитячий садочок, про що свідчить напис на будівлі, який зберігся під шаром штукатурки до сьогоднішніх днів.
Першим директором семирічної школи № 2 ст. Зимна Вода у 1946—1949 роках була О. К. Міронова, потім цю посаду у 1948—1949 роках займав інженер — капітан Висоцький.
У 1949—1975 роках школу очолював П. М. Малявін, а у 1961 році школа стала російською восьмирічною школою с. Водяне.

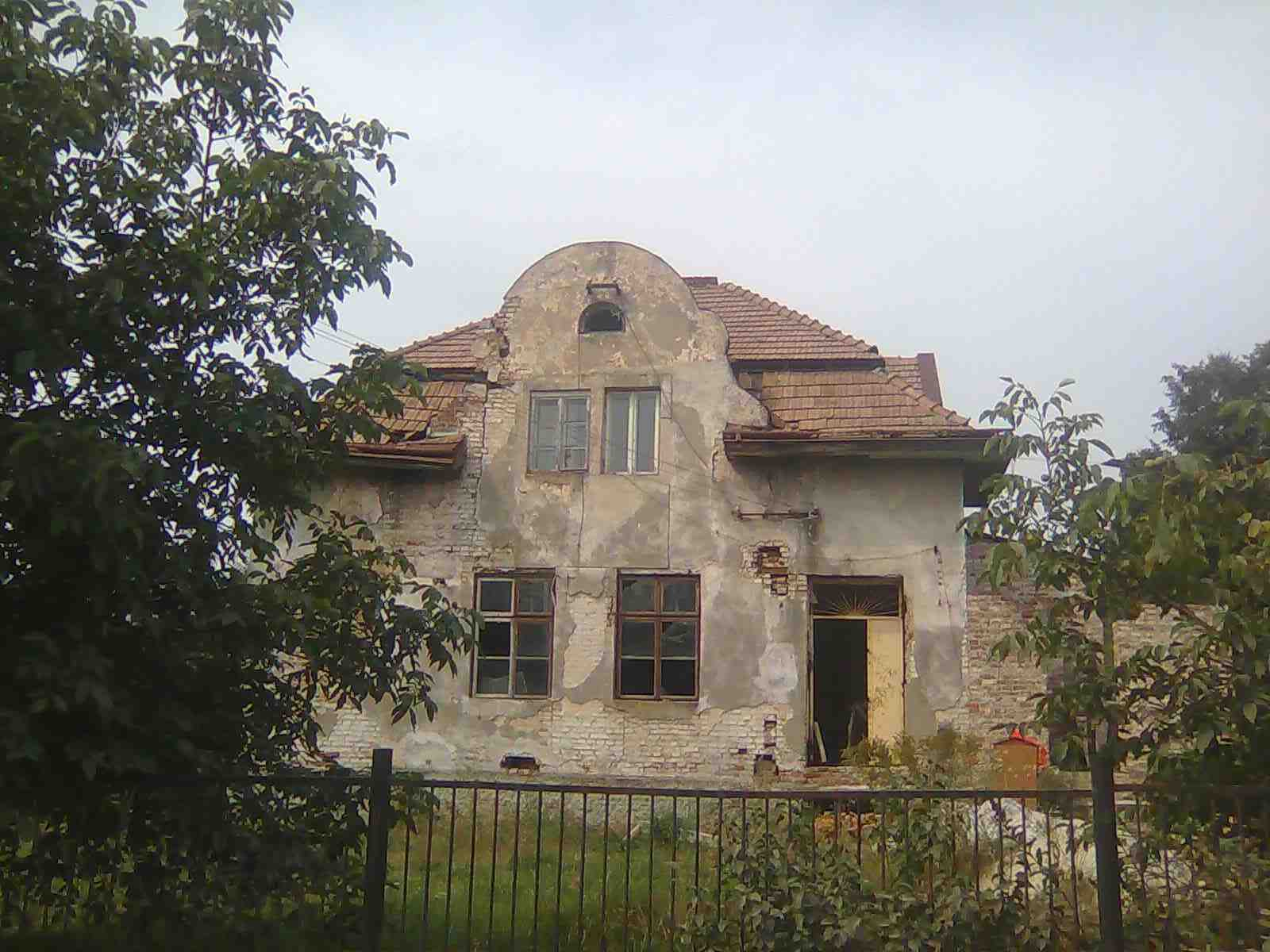
Приміщення старої пошти

У 1975 році директором школи було призначено І. І. Боборикіна, завучем школи стала В. Д. Блаватна. У цей час чисельність сільського населення стрімко зростала. Існуюча будівля не могла вмістити всіх учнів (понад 650). Навчання проводилось в три зміни, а у вечірні години працював ще й філіал вечірньої школи. Умови навчання були дуже складними, і тому частину учнів було переведено у звільнене приміщення колишньої пошти по вул. Сірка, 41. Там навчалися чотири класи початкової школи. У 1982 році було здійснено термінову прибудову до існуючої школи, і вже у січні 1983 року школа була відкрита.
У 1987 році школу очолив Б. М. Дяк, а за три роки, за ініціативи батьків, на базі Водянської восьмирічної російської школи було відкрито Водянську середню школу № 2, а у 1991 році, у зв'язку із поверненням селу його історичної назви, школу було перейменовано у Зимноводівську середню школу № 2.
У 1995—2021 роках посаду директора школи займала Зеновія Іванівна Пацула.
У 2011 році проведено реконструкцію старого корпусу. У 2016 році розпочато будівництво спортивної зали для ЗОСШ № 2 (прибудова до існуючої будівлі школи на вул. Сірка, 75), яке планується закінчити до кінця 2017 року.
Сьогодні у школі навчається 427 учнів, працює 41 вчитель, з них: 19 вчителів мають вищу кваліфікаційну категорію, п'ятеро працівників мають звання «Старший вчитель», двоє нагороджено нагрудним знаком «Відмінник освіти України». Вчителі О. В. Гаркало та І. В. Ворощак перемагали у районному етапі всеукраїнських конкурсів «Класний керівник року» та «Вчитель року».
Школа цікава багатьма своїми починаннями, зокрема профільним навчанням, яке започатковано у 2004 році. Діти у школі навчаються за двома профілями: природничо-математичним і суспільно-гуманітарним. З 2009 року запроваджено вивчення другої іноземної мови (німецької). Вчителі школи досконало володіють сучасними методами навчання, впроваджують інноваційні технології. Саме завдяки старанням педагогічного колективу, вихованці школи отримують глибокі і ґрунтовні знання, стають гідними громадянами нашої молодої держави.
У 2019 році Зимноводівську загальноосвітню школу I—III ступенів № 2 реорганізовано у Ліцей № 2 Зимноводівської сільської ради Пустомитівського району Львівської області. У 2020 році був утворений Львівський район до складу якого увійшли села колишнього Пустомитівського району й тому від 2021 року — ліцей № 2 Зимноводівської сільської ради Львівського району Львівської області. У липні 2021 року Пацулу З. І. на посаді директора ліцею змінив Бобеляк Ярослав Богданович.

## Охорона здоров'я
Історія створення Зимновідської сільської медицини сягає далекого повоєнного 1946 року. Саме тоді в селі Водяне Брюховицького району створено Водянську дільничу лікарню, яка розміщувалась у двох пристосованих будинках довоєнної побудови. В склад дільничної лікарні входили поліклініка на 80 відвідувань в зміну і стаціонар на 60 ліжок. В одному корпусі, нинішньому по вул. Сірка 43, було розгорнуто ліжка терапевтичного, педіатричного, хірургічного профілю, а також функціонувало пологове відділення. Очолював новоутворену дільничну лікарню у 1946—1955 роках, лікар-акушер-гінеколог, фронтовик В. І. Грачов.
Свого часу Зимновідську дільничну лікарню очолювали лікарі: Л. І. Чекас — 1955—1966 роки, М. І. Хрик — 1966—1974 роки, С. М. Гела — 1974—1990 роки. Від 1 серпня 1990 року й до сьогодні лікарню очолює лікар-терапевт Р. Б. Гонсьор.
Після адмінреформи 1956 року Водянська дільнична лікарня стала структурним підрозділом Пустомитівської центральної районної лікарні. У 1970-х роках лікарні було передано приміщення колишнього клубу, по вул. Марка Вовчка, 1, що дало змогу розширити стаціонар лікарні. В даному приміщенні розмістили хірургічне, гінекологічне та пологове відділення. Останнє функціонувало до 1988 року. В приміщенні по вул. Сірка, 43 було обладнано і відкрито рентген-кабінет, перенесено харчоблок із підвального приміщення.
У 1991 році, після ліквідації дитячого протитуберкульозного санаторію, на баланс лікарні було передано три корпуси колишнього санаторію та харчоблок із рентген-кабінетом, збудовано дві паливні із газифікацією. Після капітального ремонту у 1993 році в цих корпусах було розміщено дитячу консультацію, збільшено кількість ліжок в стаціонарі до 75.
У 1997 році з метою оптимізації ліжкового фонду, лікарня зазнала певного регресу, ліжковий фонд було скорочено до 60 ліжок — 50 терапевтичного профілю, 5 педіатричного та 5 гінекологічного профілю.
У 2007—2009 роках за рахунок бюджету сільської ради та спонсорських коштів придбано сучасне обладнання для дільничої лікарні, зокрема, закуплено сучасний рентгенапарат, апарат ультразвукової діагностики та автомобіль швидкої медичної допомоги. Також проведено реконструкцію внутрішньої електромережі та ремонти старих приміщень лікарні.
З 1 липня 2009 року на виконання районної програми оптимізації ліжкового фонду та реформування охорони здоров'я, Зимноводівська дільнична лікарня реорганізована в Зимновідську амбулаторію загальної практики — сімейної медицини з денним стаціонаром на 30 ліжок. У зв'язку із непопулярністю серед населення методу лікування шляхом перебування в денному стаціонарі, з 1 квітня 2012 року денний стаціонар скорочено до 20 ліжок. На даний час в амбулаторії на засадах загальної практики — сімейної медицини працює 2 лікарі і дві медичних сестри. В цьому році заплановано перепідготувати двох лікарів та одну медичну сестру.
Від 1 липня 2012 року при КП «Зимновідська амбулаторія загальної практики — сімейної медицини» функціонує виїзна бригада «Швидкої допомоги» Пустомитівської ЦРЛ.
Щодо кадрового потенціалу лікарні, то 9 лікарям присвоєно вищу кваліфікаційну категорію, 2 лікарям — I категорію, 2 лікарям — II кваліфікаційну категорію, середньому медичному персоналу: вища кваліфікаційна категорія — 13 осіб, I категорія — 2 особи, II категорія — 2 особи.
У 2014 році КП «Зимновідська амбулаторія загальної практики сімейної медицини» отримала вищу категорію акредитації, терміном на три роки.
В селі також функціонує Зимновідська поліклініка, історія її будівництва розпочалася ще у 1998 році, коли за сприянням тодішнього голови Пустомитівської РДА М. М. Мельника, голови Пустомитівської районної ради В. І. Надворного, головного лікаря Пустомитівської ЦРЛ З. С. Волчанського було виготовлено проєктно-кошторисну документацію на реконструкцію з добудовою приміщення колишнього сільського кінотеатру або «клубу Мацька» під поліклініку на 150 відвідувань в зміну та включено у план Розвитку Пустомитівського району. Через відсутність коштів, дана реконструкція розпочалася лише у 2003 році, за сприянням депутата Верховної Ради України Тараса Стецьківа. Фінансування здійснювалось за рахунок державного та місцевого бюджетів, повна вартість будівництва із обладнанням становила 2,5 млн гривень, з яких понад 1 млн гривень виділила та спрямувала на будівництво Зимновідська сільська рада під головуванням сільських голів В. П. Возняка та В. С. Гутника.
У грудні 2006 року будівництво поліклініки завершено, а 28 грудня 2006 року, по вул. Марка Вовчка, 1, відбулось урочисте відкриття новозбудованої поліклініки, на якому був присутній голова Львівської ОДА П. М. Олійник, який подарував лікарні санітарний автомобіль «Газель».
У поліклініці функціонують терапевтичне, педіатричне, гінекологічне, хірургічне, стоматологічне відділення, а також кабінет ультразвукової діагностики та кабінет рентгеноскопії, фізіотерапевтичний кабінет, кабінет масажу та функціонують сучасні клініко-діагностична та зубопротезна лабораторії. Колектив поліклініки налічує 18 лікарів та 26 медсестер.
В селі до 1991 року функціонував дитячий протитуберкульозний санаторій, що займав територію при сучасній вул. Роксолани 15-17. У 2009 році приватній структурі були продані приміщення колишнього санаторію, на місці яких планується будівництво приватного дитячого садочку. Станом на жовтень 2016 року, ділянку огороджено та проведено демонтаж аварійних будівель санаторію. Поруч з майбутнім садочком облаштовано новий дитячий майданчик, огороджений металевим парканом.
На території села існувала стара аптека (вул. Миру, 51), заснована наприкінці XIX століття німецьким колоністом Міллером. На початку 2010 року аптека була закрита, як нерентабельна, а приміщення орендували нові власники, де улаштували магазин промислових товарів та перукарню. На вул. Шухевича від 2000 року працював аптечний кіоск, котрий також припинив своє існування на початку 2010-х років. Нині в Зимній Воді працює аптечний магазин мережі аптек «Здорова Родина» (вул. Гоголя, 1а), два аптечних магазини мережі аптек «Подорожник» (вул. Миру, 39а, вул. Городоцька, 4а), цілодобова аптека «Аптека оптових цін» (вул. Львівська, 3), а також «Аптека № 1» на вул. Заньковецької, 10а (ФОП Венгер А. І.).

## Інфраструктура
Починаючи з 1990-х років на території села швидкими темпами почав розвиватися бізнес. Сьогодні понад триста мешканців Зимної Води займаються підприємницькою діяльністю в межах села та поза його межами.
Найбільшими підприємницькими структурами є ВАТ «Завод нестандартного обладнання», сільськогосподарське підприємство СГВ «Нива-М» ВАТ «Склодзеркальний завод», ТзОВ «Ягідка», ВКПП «Універсал-Сервіс», шляхово-експлуатаційна дільниця облавтодору, столярний цех приватних підприємців А. Санницького та В. Дикунського, а також цех з виготовлення металопластикових виробів «Шувар вікносервіс».
У селі працює двадцять п'ять продуктових магазинів, вісім магазинів промислових товарів, дванадцять ресторанів та кафе, готель, дві аптеки, шість перукарень, чотири автозаправні станції, два салони з продажу автомобілів, три автомийки.
На межі між Зимною Водою та Львовом розташовано два найбільших в області гіпермаркети — «Метро» та «Епіцентр».

### Транспортне сполучення
Мешканці села користуються залізничною станцією Зимна Вода, яка знаходиться на межі між селами (колія ділить колись одне велике село Зимна Вода навпіл): з боку Зимної Води — по вул. Миру, а від Рудна — вул. Шептицького. Сама станція пов'язана гілками прямого залізничного сполучення з Мостиською, Шклом, Судовою Вишнею та Львовом. На станції чотири рази на добу зупиняється електропотяг Львів — Мостиська II.
| 138  | вул. Вашингтона — с. Лапаївка |
| 156  | вул. Під Дубом — с. Зимна Вода (вул. Сірка)                                                                                               |
| 184  | АС-2 (автовокзал «Північний») — Приміський вокзал — вул. Городоцька — Кільцева дорога — с. Зимна Вода — смт Рудне — с. Суховоля (Доманів) |
| 184а | вул. Щурата — смт. Рудне |
| 287  | вул. Драгана — с. Рудне |

## Пам'ятки, визначні місця

### Пам'ятки архітектури
- Вілли періоду класицизму — «Mrówka» (укр. Мураха), «Tosia», «Podolanka» на вул. Миру; «Marzenie» (укр. Мрія) на вул. Львівській; «Maryla» — на вул. Калнишевського; «Domek pod brzozą» (укр. Будиночок під березою) — на вул. Яровій та інші.

### Сакральні споруди

#### Костел Святої Катерини (1625)
У 1625 році у Зимній Воді єзуїтами, на гроші, записані в тестаменті Якуба Семп-Шажинського, власника частини Зимної Води, збудовано костел Святої Катерини. Це кам'яна, однонавна, хрестова у плані споруда під двосхилим дахом та з вежею на західному фасаді. Вона складається з прямокутної нави, напівкруглої апсиди та квадратної башти по осі головного входу. До північного та південного фасадів видовжених хорів примикають квадратна та прямокутна у плані каплиці, до південно-східного — невелике приміщення більш пізньої побудови.
Головним висотним акцентом приміщення є чотиригранна вежа, вкрита шатром з заломом. В її верхній частині з трьох сторін влаштовані на двох рівнях бійниці, що вказує на оборонний характер храму.
У 1934—1939 роках парафіяльним священником зимновідської парафії при костелі Святої Катерини був о. Влодзімєж Цєньський (1939—1940 роки парафіяльний священник парафії при костелі Святої Марії Магдалини у Львові). Після Другої світової війни, останній парафіяльний священник о. Станіслав Ціхоцький забрав частину храмового майна до Вроцлава; нині збережені реліквії знаходяться у костелі в с. Ксьонж Малий, що у Малопольському воєводстві Польщі. Серед привезених до Польщі предметів культу було також багато робіт львівських митців, зокрема, Ірени Новаківської-Ацеданьської, Зигмунда Ацеданьського та Леонарда Вінтеровського.
У 1954 році, тодішній голова Водянської сільської ради та голова церковного комітету Петро Степанович Пітуля передав образ святого Івана Богослова, привезений ним при переселенні із Польщі (переселенець із знищеного поляками українського села Малковичі). Образ був встановлений біля головного вівтаря в костелі святої Катерини і від того часу костел став церквою Святого Івана Богослова.
Нині діючий храм Святого Івана Богослова — пам'ятка архітектури, яка збереглася до у своєму первинному вигляді та належить до Сокільницького протопресвітеріяту, Львівської архиєпархії УГКЦ.

#### Храм Воздвиження Чесного Хреста (1678)
Храм Воздвиження Чесного Хреста (смт Рудно — с. Зимна Вода, вул. Мазепи, 1), який було збудовано у візантійському стилі у 1678 році, як парафіяльний храм для села Зимна Вода й знаходиться на горбку, який домінує над селом. Попередниця церкви, що стояла на цьому була дерев'яною і у часи заснування поселення була власністю оо. Чину Святого Василія Великого, яка в тому часі ще не була польською, а Рудний став був частиною Зимної Води. Дерев'яний костел був побудований у 1453 році за сприянням першого повноправного господаря Зимної Води Яна Голомбека і того ж року в селі було утворено нову римо-католицьку парафію. Ця невелика дерев'яна церковна споруда, що простояла близько двох століть та використовувалася римо-католиками для проведення богослужінь аж до 1625 року і того ж року в селі було збудовано та освячено новий костел Святої Катерини, який став парафіяльним і всі майбутні богослужіння проходили там. Біля церкви була дзвіниця, подібна до мурованої оборонної башти, з чотирма дзвонами різної величини. За часів Другої Речі Посполитої храм був під державною охороною.
Відомо, що у 1930 році до храму відбулася канонічна візитація єпархіального єпископа Корнила Загайкевича. У 1930-х роках храм перебував під патронатом наслідника Мечислава Лазовського зі Львова. При церкві існували братства: «Апостольської Молитви», чисельністю 100 осіб та «Доброї Смерти», чисельністю 90 осіб. У 1930—1932 роках церкву надбудували вгору на 1,5 м, у результаті незначно підвищили дах зі збереженням його форми. В той же час перед церквою збудували нову, існуючу сьогодні дзвіницю.
У 1946 році за рішеннями львівського псевдособору УГКЦ було поступово ліквідовано греко-католицьку церкву та перехід духівництва під юрисдикцію Московської патріархії РПЦ. У храмі Воздвиження Чесного Хреста богослужіння відбувалися вже за візантійським обрядом.
У 1962 році було проведено капітальний ремонт даху церкви, а у 1966 році довкола святині було облаштовано півтораметрову огорожу з сітки. На підйомі до храму збудовано 91 сходинку.
Від 1991 року церква належить греко-католицькій громаді Рудного. Проте й сьогодні залишається духовним осередком для жителів Зимної Води, оскільки чимало наших односельців відвідують Святу Літургію саме у цьому храмі. За часів Незалежності України проведено зовнішній ремонт церкви, збудовано дві каплиці. Від 2002 року адміністратором храму є прот. Теодор Заблоцький. Храмовий празник відзначається 27 вересня на свято Воздвиження Чесного і Животворящего Хреста Господнього.
У 2008 році церкву було пограбовано. Невідомими особами було викрадено позолочену корону і старовинну Біблію.

#### Храм святих апостолів Петра і Павла (1991—2005)
У 1991—1994 роках сільською радою було виділено земельну ділянку під будівництва греко-католицької церкви Святих апостолів Петра і Павла. Місце під нову церкву обирали о. Петро Кузь, голова сільради Андрій Шмілик та голова церковного комітету М. Шарак. 12 липня 1991 року, на запрошення греко-католицької громади села, Зимну Воду з пастирським візитом відвідав Митрополит УГКЦ Володимир Стернюк та звершив чин заснування церкви і поставлення хреста та освятив наріжний камінь майбутнього храму Святих апостолів Петра і Павла.
Так на земельній ділянці між вул. Львівською, Крип'якевича та Володимира Великого, розпочалося будівництво нового греко-католицького храму — Святих апостолів Петра і Павла за проєктом відомого українського архітектора Мирона Вензиловича. Храм відзначається оригінальною сучасною архітектурою, у вигляді розгорненого Святого Письма, вдало поєднаною з рисами традиційної архітектури, а також чудовим внутрішнім оздобленням. Усі творчі й доброчинні можливості села було залучено до процесу зведення церкви — від спільних коштів до особистої участі в будівельних роботах.
12 липня 2005 року, на свято святих Петра і Павла, у новозбудованому храмі відслужено першу Божественну Літургію. У даний час храм святих апостолів Петра і Павла належить до Сокільницького протопресвітеріяту Львівської архиєпархії УГКЦ, а адміністратором парафії є о. Степан Глушак, сотрудником від 16 травня 2019 року є о. Карвацький Юрій.
На початку 2015 року архітектором Романом Омеляновичем Крушельницьким завершено проєкт дзвіниці, а також, існує ідея заснування великого парку біля церкви Святих апостолів Петра і Павла.

#### Храм Святого Апостола і Євангеліста Івана Богослова
Храм Апостола і Євангеліста Івана Богослова належить до Пустомитівського деканату Львівської єпархії УАПЦ. Парохом є о. Андрій Карпебкін.

#### Костел Пресвятої Діви Марії Фатімської
24 травня 2015 року архієпископ-митрополит Львівський Мечислав Мокшицький освятив пам'ятний хрест та земельну ділянку при вул. Заньковецької під будівництво майбутнього костелу Пресвятої Діви Марії Фатімської, а 13 жовтня 2017 року освятив та вмурував наріжний камінь в основу майбутнього храму.
17 жовтня 2020 року відбувся чин освячення римо-католицького храму Фатімської Пресвятої Діви Марії при вул. Заньковецької за участю Львівського декана отця прелата Яна Нікєля, Городоцького декана отця прелата Марека Нєдзвєцкого, священників Львівської Архідієцезії, настоятеля парафії отця Івана Фафули, а також вірних УГКЦ і ПЦУ, представників місцевої влади.

#### Каплиці
- Каплиця святого Юрія (вул. Шухевича), збудована за фінансовою підтримки меценатів Юрія та Андрія Данильчаків і Мирослава Шурина.
- Каплиця, при в'їзді до Зимної Води з боку Львова, побудована місцевим мешканцем Ігорем Думою.
- Каплиця Всіх Святих землі української, збудована у 1992—1993 роках і об'єднує сьогодні православну громаду села.
- Каплиця Святих Апостолів Петра і Павла (вул. Тиха), збудована у 2011—2012 роках та належала УПЦ КП. Парохом був о. Сергій Шишко[61].
- Каплиця Матері Божої Фатімської (вул. Залізняка) об'єднує римсько-католицьку громаду села. Парафія Матері Божої Фатімської належить до Городоцького деканату Львівської архідієцезії Римсько-Католицької церкви, а настоятелем є о. Іван (Ян) Фафула[62]. 17 жовтня 2020 року освячений парафіяльний храм Фатімської Пресвятої Діви Марії при вул. Заньковецької[60].

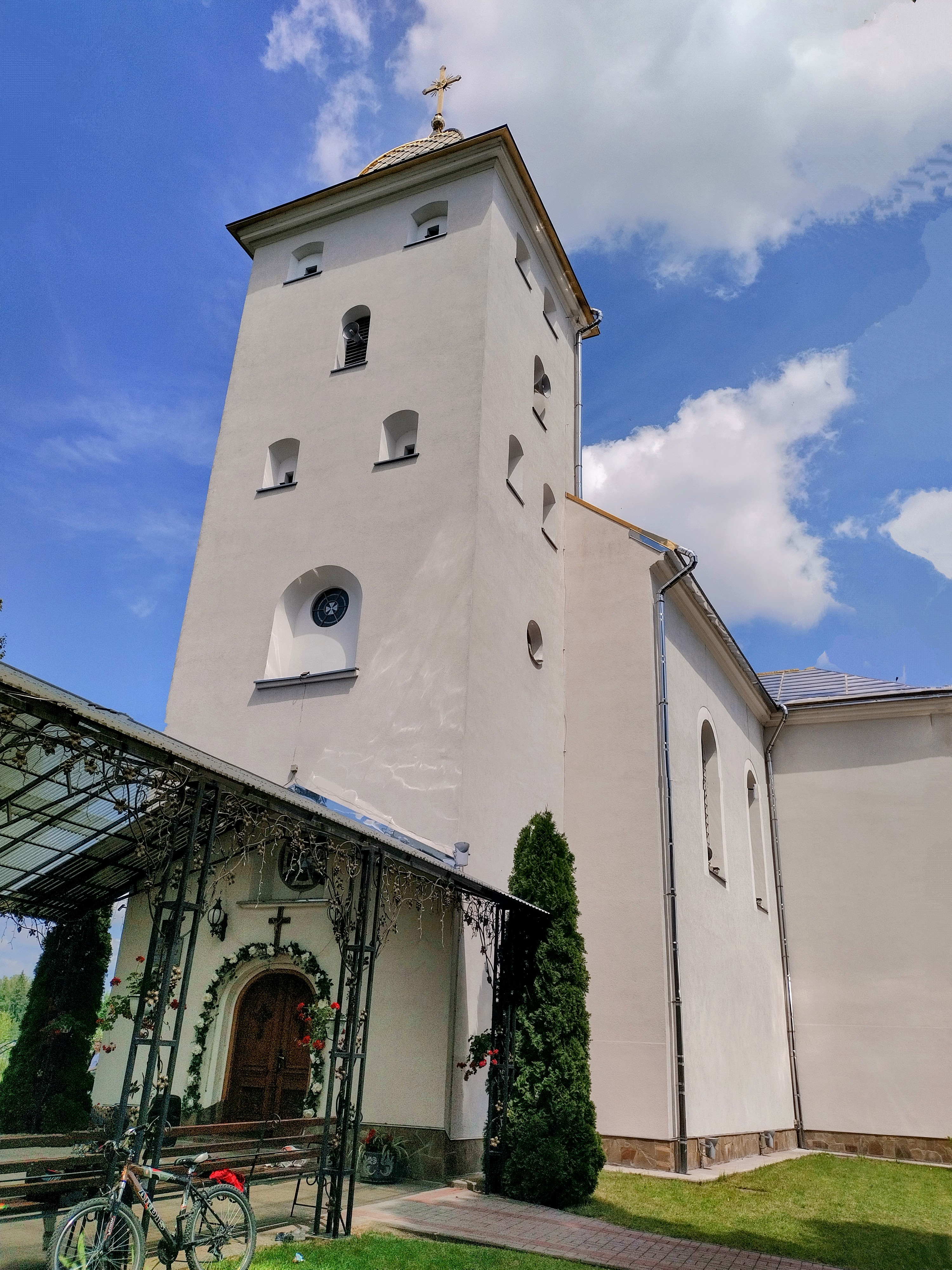
Костел Святої Катерини (нині церква Святого Івана Богослова)
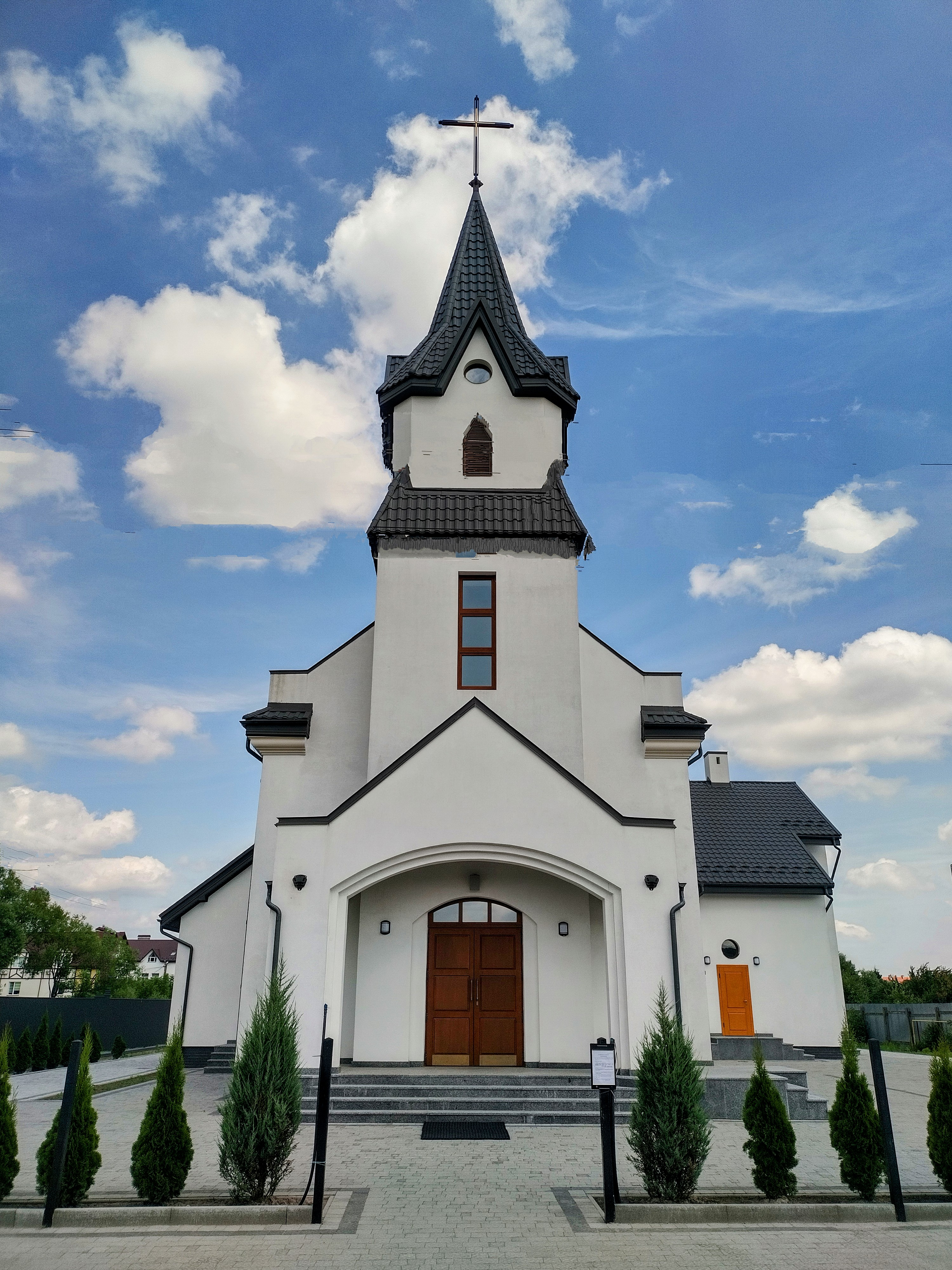
Костел Пресвятої Діви Марії Фатімської
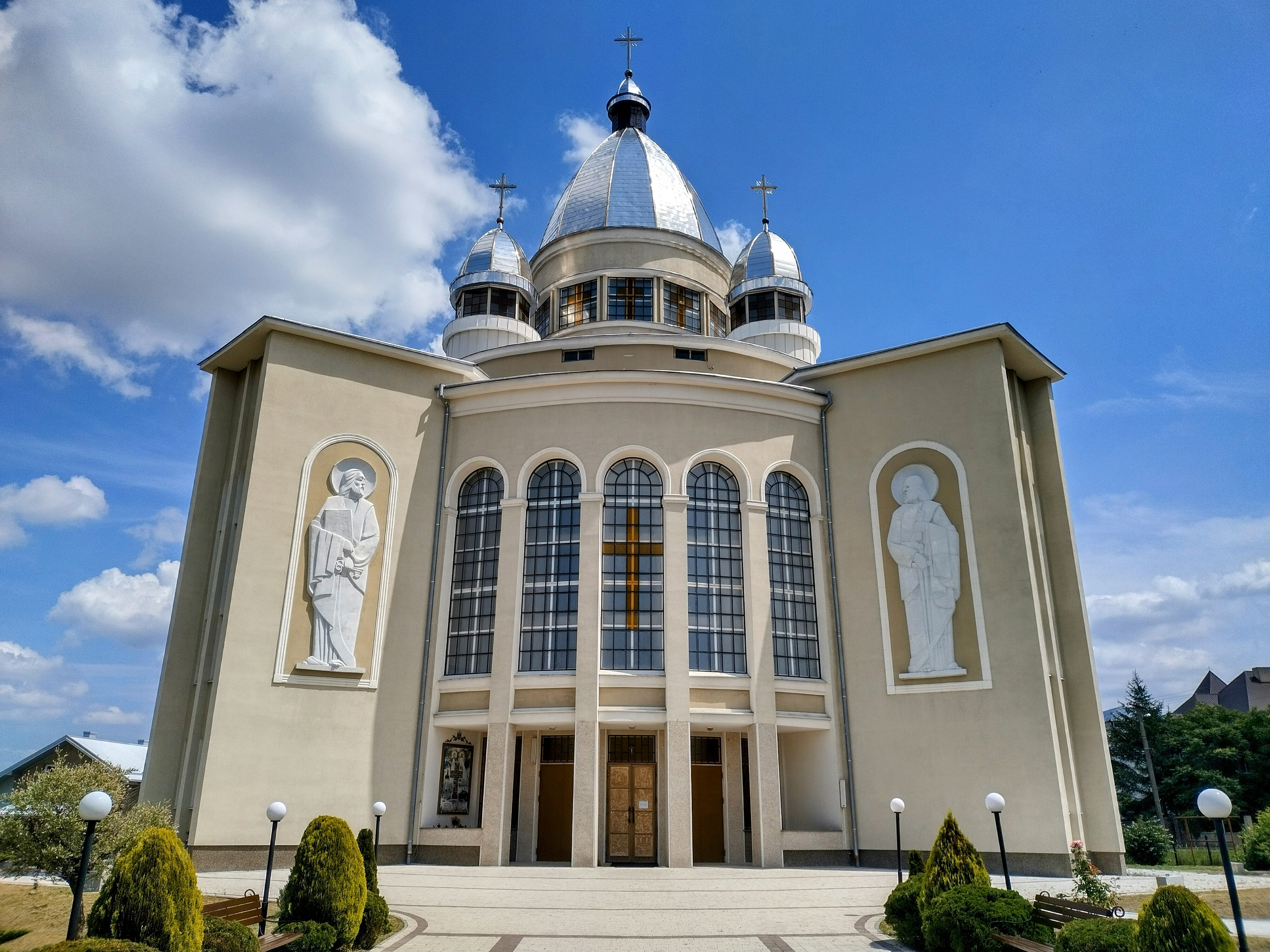
Храм Святих Апостолів Петра і Павла
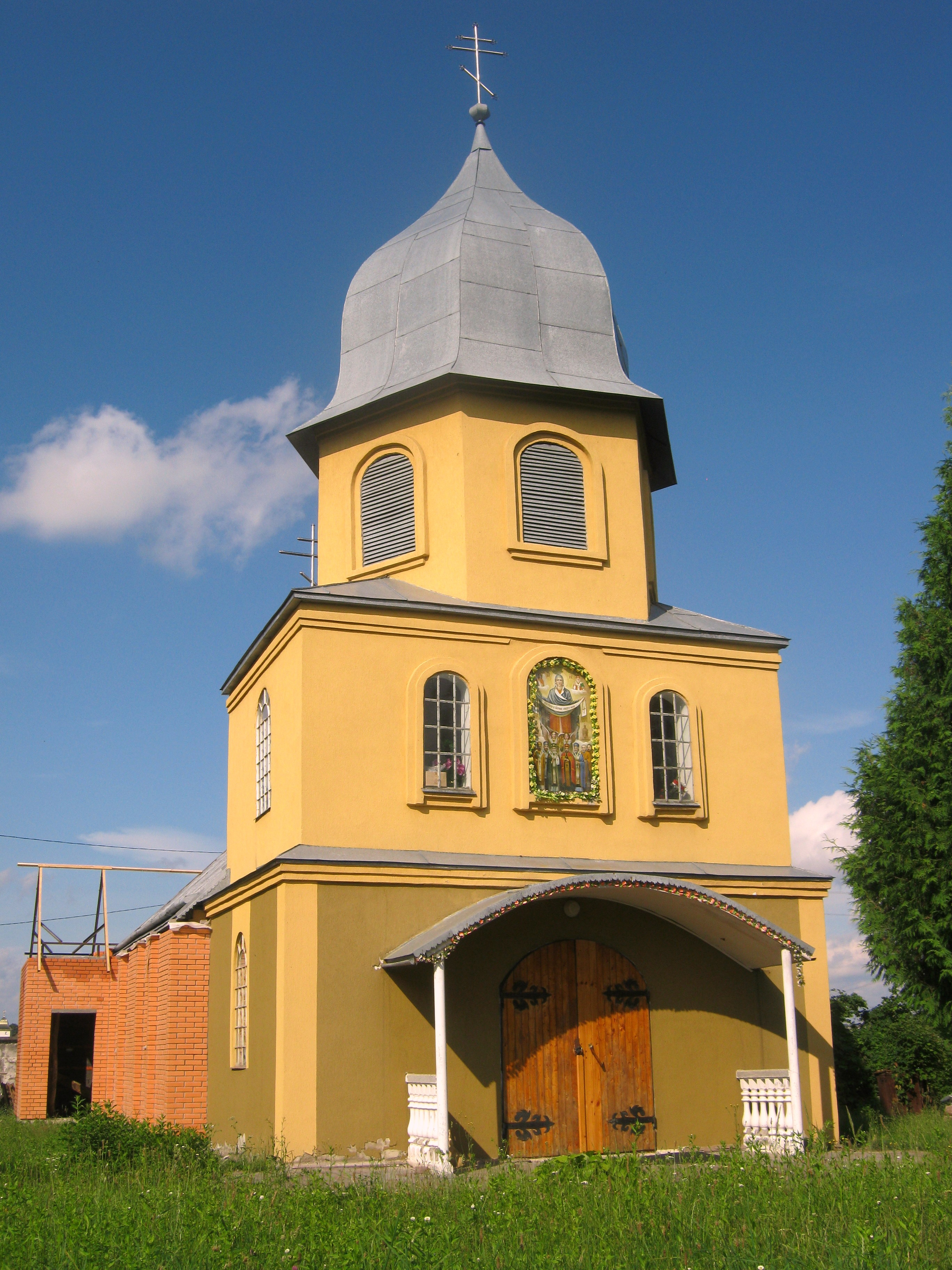
Каплиця «Всіх Святих землі української»
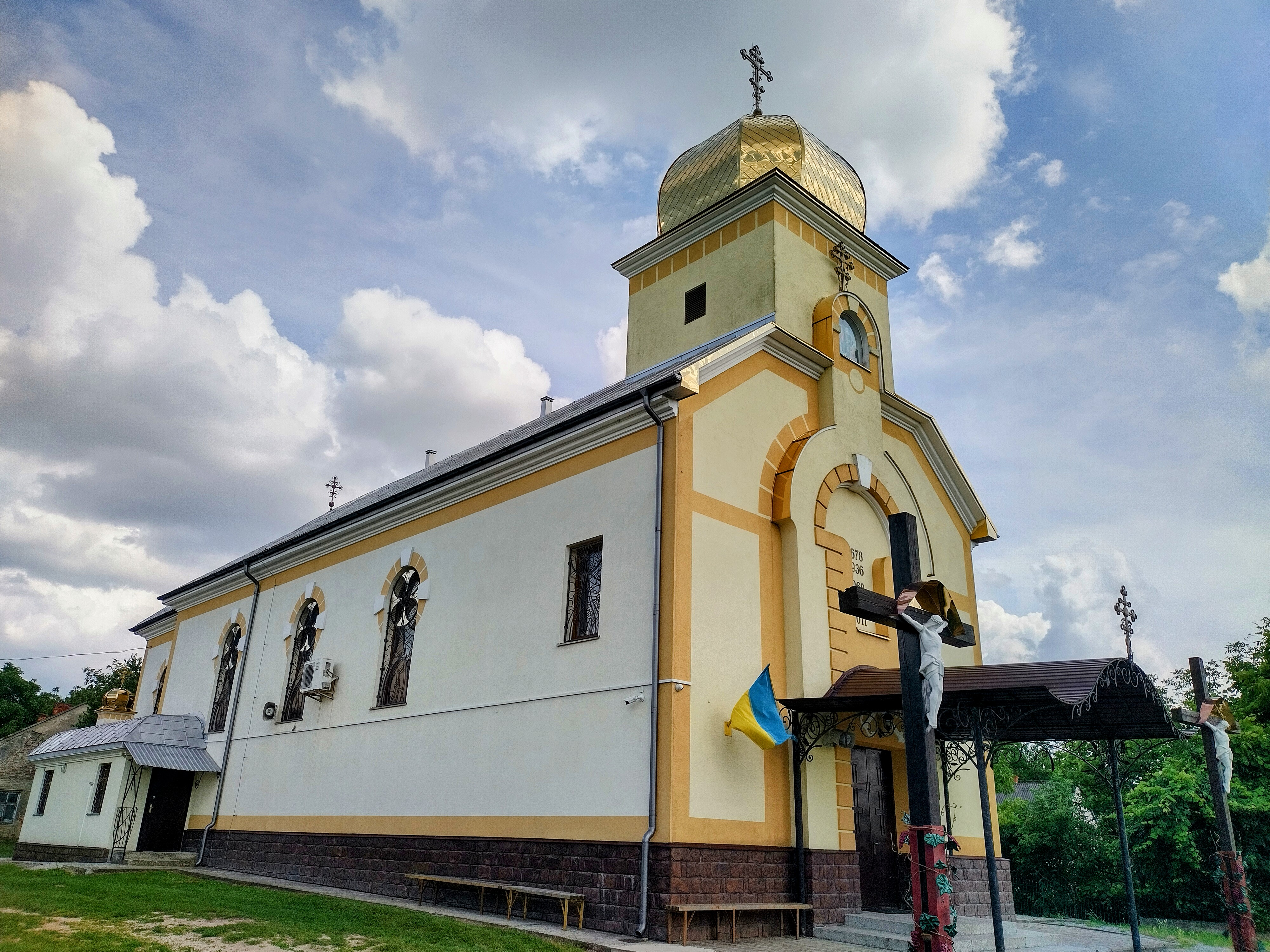
Храм Воздвиження Чесного Хреста

### Пам'ятки монументального мистецтва
- Символічний курган-могила «Борцям за волю України», реконструйований у 2008 році за ініціативи голови сільської ради.
- Фігура Матері Божої (ріг вул. Марка Вовчка — вул. Бандери), встановлена ще у 1930-х роках. За часів радянської влади партійні функціонери намагалися її демонтувати, тому що вона знаходилась навпроти сільського кінотеатру (народна назва — «клуб Мацька»), де часто проводилися партійні зібрання. Однак, пані Федак Марія з вилами в руках захистила фігуру від демонтажу. Також Фігури Матері Божої розміщені ще в декількох місцях села: на території храму Святого Івана Богослова, на території Зимноводівської ЗОШ № 1, на розі вулиць Миру та Ярослава Мудрого, на вул. Суховільській, вул. Галицькій і на багатьох інших.
- Пам'ятні хрести, що знаходяться по вул. Суховільській та вул. Заньковецької (на території колишньої німецької колонії Кальтвассер), були встановлені ще у 1848 році, на честь скасування кріпацтва у Австро-Угорщині.
- Фігура Покрови Пресвятої Богородиці (на розі вул. Зеленої та Городоцької — при автотрасі Львів — Городок), яка була відновлена у 2000 році, на місці зруйнованої за часів комуністичного режиму, каплички. Організаторами будівництва були Марія Шмілик, Євген Буба, Ярослава Качмарик, самі будівельні роботи виконувалися на добровільні пожертви жителів села[63].
- Фігура Божої Матері, виготовлена скульптором Веселовським на початку XX століття була встановлена на одній з сільських вулиць. За радянських часів неодноразово давалася вказівка на демонтаж скульптури, але завдяки старанням місцевих мешканців вона була збережена. У наш час відреставрована місцевими жителями Б. Будзановським та Б. Браницьким та встановлена у Вестибюлі Зимноводівської поліклініки[64].
- «Сплячі» леви з-під входу до фамільного гробівця, одного із власників села пана Міллєра, що знаходився на території його маєтку (нині територію займає військова частина), нині прикрашають вхід до Порохової Вежі на вул. Підвальній у Львові.
- Пам'ятний знак до 60-річчя Голодомору на Україні, встановлений на подвір'ї храму Святого Апостола і Євангеліста Івана Богослова, розташованого поблизу цвинтаря.

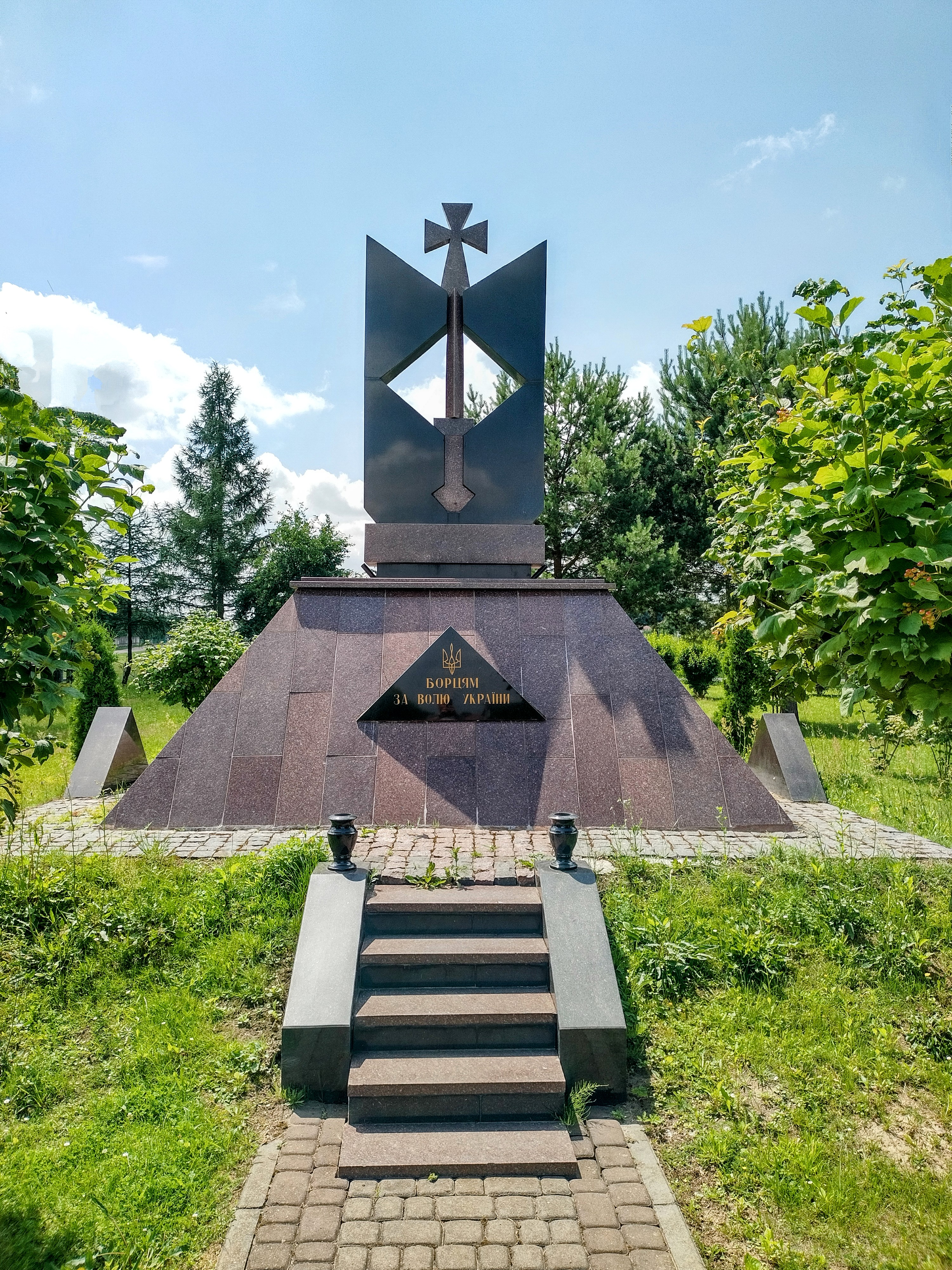
Меморіал «Борцям за волю України»

### Меморіальні (пропам'ятні) таблиці
25 жовтня 2017 року на фасадах Зимноводівських загальноосвітніх шкіл № 1 та № 2 відбулося відкриття й освячення двох меморіальних таблиць пам'яті героям, які полягли у війні на сході України за свободу та незалежність нашої держави — Назарові Пеприку, Олегові Погончуку, Ростиславові Скруту та Романові Сокачу. Автор меморіальних таблиць — скульптор Юліан Квасниця.

### Музеї

#### Історико-краєзнавчий музей
Зусиллями зимновідського осередку «Просвіти» 24 серпня 2009 року у зимноводівській ЗОШ № 1 відкрито історико-краєзнавчий музей с. Зимна Вода. Експозиції музею присвячені життю і побуту людей, які оселилися в селі після війни. Тут і вишитий килим, і старовинні рушники, і одяг, який носили в Надсянні і Лемківщині, різні предмети домашнього вжитку: ночви, кошики, прядки, праски, маслянки тощо. Особливе місце займає одяг січових стрільців, переданий у музей колишніми воїнами УПА. Великі експозиції присвячені шкільному життю, історії села до 1939 року, у радянський період та сучасній Зимній Воді. У музеї також експонуються роботи місцевих майстрів, зокрема, вироби з сірників Ігоря Ходаня (вітрильник, церква Святих Апостолів Петра і Павла, Лондонський міст — точна копія, троянда).
Над створенням музею працювали відомі просвітяни села — Н. О. Кузьмук, С. С. Пилипчук, М. К. Горбачевська, Б. М. Дяк, З. А. Ступак, І. І. Кузяк та вчителі-просвітяни Г. М. Поліщак, Г. Д. Барух, О. О. Бегей, В. Р. та Л. М. Коси, І. С. Віняр, М. І. Огірко, О. Б. Величко, О. А. Фукс, Л. С. Шарак, Р. М. Станкевич.

## Громадське життя
У 1988 році створено осередок товариства української мови та культури, яке проводило велику роботу з упровадження та популяризації української мови та культури. Активними учасниками ТУМу були З. А. Стадник, Д. Т. Сидір, Г. М. Поліщак, М. А. Качмарик. Головним завданням товариства було поширення національні ідеї, виступало за утвердження української мови у всіх сферах суспільного життя. Члени товариства часто проводили різноманітні акції, а в січні 1989 році були учасниками живого ланцюга від Львова до Києва в честь 70-річчя Злуки ЗУНР та УНР. У загальному в цій акції брали участь близько 120 мешканців Зимної Води.
У 1989 році було відновлено діяльність Товариства української мови імені Т. Г. Шевченка, керівником якого стала Надія Олександрівна Малиха. З ініціативи Надії Олександрівни створено гуртки художньої самодіяльності, які часто виступали з концертами, як в нашому селі, також і в Рудному, Оброшино, Ставчанах, Пустомитах. Значний особистий внесок в справі формування національної свідомості, відродження історичної пам'яті, піднесенню духовності мешканців села зробив Зеновій Ступак.
Відтоді у селі діє Народний дім «Просвіта» (директор Любов Олексіївна Панько). В Народному домі активно функціонують постійно діючі гуртки. Колективи відомі не тільки на теренах Львівщини, але й в Україні і за межами держави. Зокрема діють Самодіяльний ансамбль народного танцю «Бавниця» (керівник Максимюк Надія Євгенівна), Студія танцювального колективу «Гармонія» (бальний та сучасний танець, керівник Марта Ігорівна Сеник), гурток сучасного танцю (керівник Наталя Степанівна Гнатків), Школа бойового гопака імені Северина Наливайка (керівник Оленич Мар'ян Андрійович), Хорова капела «Обрій» (керівник Мирон Олексійович Дацко).
У 1989 році було створено осередок громадсько-політичної організації Народний Рух України за перебудову. Активними учасниками новоствореного осередку були Роман Пінянський, Ярослав Мацишин, Михайло Сарвас, Степан Цура, Степан Семак, Роман Гопей. Вони брали участь у масових акціях в Рудному, Львові; закликали людей до відстоювання ідеї суверенітету України, відродження української мови та культури; наголошували на утвердженні демократії в державі, засуджували тоталітарну систему, закликали до повалення існуючого ладу. Найактивнішими учасниками мітингів були Михайло Сарвас, Михайло та Борис Будзанівські, Ольга Заразка та багато інших мешканців села.
Наглядним прикладом того наскільки активними були мешканці нашого села у боротьбі за незалежність є вчинок одного із наших активістів — Михайла Сарваса. 5 липня 1990 року до Києва з візитом приїхали Генеральний секретар ЦК КПРС Михайло Горбачов та канцлер Німеччини Гельмут Коль. Михайло Сарвас поїхав на велику Україну, як він тоді сказав своїй дружині. Вже в Києві, на Хрещатику йому невідомий чоловік подарував целофановий пакет, у якому було три томи творів В. І. Леніна. Він пакет узяв, але, як потім зізнавався, не розумів, чому це зробив. Далі діючи за ситуацією п. Михайло пройшов на площу, а там десятки телекамер багатьох інформагентств Європи та світу, які висвітлювали цю неоднозначну подію. Підійшовши до Горбачова, майже впритул він хотів вдарити його ззаду, але подумав, що це буде виглядати неестетично, тоді запустив томом Леніна, де було надруковано працю «Про право націй на самовизначення» генсеку в плече. Кинув книгу ребром, щоби та за вітром не розгорнулася. Охорона генсека була шокована побаченим, бо не чекали подібних дій від рядових громадян. Сам Горбачов був флегматиком, тому нервово сіпнувся та копнув книгу. За секунду охорона прикрила його, а про «нападника» забули. Почесних гостей посадили до машин і кортеж направився до аеропорту. Того ж дня біля готелю «Дніпро» Михайла Сарваса було заарештовано. Був суд, за вироком якого все списали на хуліганство і через 15 діб відпустили.
Окрім того, від 2005 року в селі діє осередок української скаутської організації «Пласт». Зимна Вода разом з Рудном утворюють окрему станицю «Рудно», у якій є один курінь імені Марка Вовчка, у якому 5 гуртків — приблизно 25 пластунів.

## Культурні заходи
В селі активно розвивалася художня самодіяльність, зокрема, хору заводу «Нестандартного обладнання» у 1976 році було присвоєно звання «Народного», а на початку 1980-х років танцювальному колективу Будинку культури також було присвоєне звання «Народного».
Від 1958 року чарує зимновідчан своїм прекрасним співом сільський хор «Обрій», якому у 1977 році вже, як хоровій капелі надали почесне звання «народна». В різний час колективом керували багато знаних диригентів, зокрема, Володимир Пержило, Тарас Матвіїв, заслужений вчитель України Євген Федоренко та інші, а нині колективом керує композитор Мирон Олексійович Дацко.
Народна хорова капела є учасником ряду обласних і регіональних музичних фестивалів, серед яких: «Політ на зраненім крилі», «Пісні незабутого краю», «Світло Маркіяна», «Козацька слава», «Жайвір скликає друзів», «Великодні дзвони», «Велика коляда» та багатьох інших/
Протягом 2007—2010 років в селі проводилося цілий ряд культурно-масових заходів: вечір до 100-річчя від дня народження Степана Бандери, свята коляди, Шевченківські вечори, дні рідної мови, районний фестиваль духовної пісні, концерти до дня Матері, свято Івана Купала, дні Незалежності України, вечір пам'яті Володимира Івасюка, Андріївські вечорниці, свята Миколая та багато інших.
Новинкою 2010 року стало проведення розважального заходу для школярів «Ура, канікули!!!», ініціатором та організатором якого була голова товариства «Просвіти» ЗОСШ № 2 Наталя Гудима.

### Львівський обласний фестиваль «Гомін Лемківщини»
28—29 серпня 2015 року у Зимній Воді відбулося масштабне дійство обласного масштабу — I Львівський обласний фестиваль «Гомін Лемківщини». Дводенні урочистості на місцевому стадіоні «Хіни» об'єднали декілька тисяч лемків та прихильників лемківської культури зі Львівщини, Івано-Франківщини та Тернопільщини. Гостей фестивалю привітали голова Львівської ОДА Олег Синютка та голова Львівської обласної ради Петро Колодій. Початком фестивалю було традиційне запалення лемківської ватри.
У рамках фестивалю була проведена виставка документів, які розповідають про депортацію лемків зі своїх історичних земель на територію радянської України та в інші регіони радянської імперії. Не бракувало також свідків тих трагічних подій. Показано фільм про українського художника Никифора Дровняка, уродженця Лемківщини. Було чутно лемківські пісні у виконанні фольклорних колективів з Зимної Води, Рудна, Оброшина, Калуша, Борислава, Бучача. На книжковій розкладці було багато книжок про історію, культуру, мову лемків, але увагу привернуло видання ЛОО Всеукраїнського товариства «Лемківщина» — часопис «Дзвони Лемківщини» з портретом польського президента Анджея Дуди — це пов'язане з тим, що п. Анджей також є нащадком лемків.
27—28 серпня 2016 року у Зимній Воді відбувся II Львівський обласний фестиваль «Гомін Лемківщини», що пройшов під гаслом «Пам'ятати! Жити! Творити!» і відбувався водночас із заходами відзначення 25-річчя Незалежності України, відзначення 160-ліття від дня народження Івана Франка та в часі вшанування 70-річчя примусової депортації українців Закерзоння.
Фестиваль, ось вже другий рік поспіль, проводиться з ініціативи ЛОО Всеукраїнського товариства «Лемківщина» та за підтримки Львівської обласної державної адміністрації, Львівської обласної ради, Пустомитівської районної державної адміністрації, Пустомитівської районної ради, Зимноводівської сільської ради, Пустомитівської районної організації «Лемківщина», ЛОМГО «Молода Лемківщина» та Фундації дослідження Лемківщини.
Відкриття фестивалю «Гомін Лемківщини» відбулося гарного, суботнього дня — 27 серпня, підняттям національного прапора України та прапору товариства «Лемківщина», а також було вшановано хвилиною мовчання жертв депортації 1944—1951 років. Напередодні, до пам'ятників Іванові Франку та Єпіфанію (Никифору) Дровняку у Львові та пам'ятнику «Без вини покарані» — депортованим українцям Закерзоння у Сокільниках відбулось покладення квітів.
Владика Володимир разом із священниками УГКЦ провели обряд освячення фестивалю.
Другий день фестивалю, 28 серпня, розпочався з недільного Богослужіння та панахиди за жертвами депортацій 1944—1951 років, яку на ватряному полі провів митрат всіх лемків України о. Анатолій Дуда-Квасняк, місцеві священики о. Степан і о. Володимир та о. Мирон з Ряшева.
Протягом двох днів у творчій програмі фестивалю взяло участь понад 40 колективів та виконавців з міст Галичини, міста Києва, Польщі та Словенії. Концертну програму традиційно розпочав народний (зразковий) ансамбль пісні і танцю «Лемковина» (кер. Юрій Кондратенко). З-поміж відомих колективів виступали народні хори/ансамблі «Радоцина», «Черемош», «Галицька фермата», Галицький академічний камерний хор, Львівський муніципальний духовий оркестр «Галицькі Сурми», «Лемківська студенка» і «Обрій», «Холмщина» й «Воскресіння», фольклорні хорові колективи «Яворина» і «Бескид», Народний ансамбль народної музики «Джерело», ансамбль «Передзвін», танцювальні колективи «Любисток», «Плеяда» і «Бавниця». Серед сольних виконавців участь взяли Софія Федина, Андрій Заліско, Каріна Маловшек, Anastel, Володимир Тимцьо, Надія Якторович, Інна Короленко, Марія Попівчак, Ярослав Гунько. Серед колективів виступили квартет «Tenors Bel'canto», «Serencza», фольк-гурт «Жива» і ANIMA, музичний гурт «Бак-Бенд», вокальне тріо «Глинна», квартет «Дивоцвіт», дует Ксенії та Юстини Мотрук.
Програму фестивалю доповнювала низка культурних та спортивних заходів. Зокрема, експонувалася виставка, організована ЛОО «Лемківщина» про депортацію українців Закерзоння 1944—1951 років та експозицію художніх творів Геннадія Войціцького під назвою «Усоте прославляю буйноту життя», а також вперше протягом усього заходу демонструвалися документальні стрічки на тематику депортації. Біля сцени була встановлена карта Лемківщини, на якій усі бажаючі могли позначити місце, з якого походять їхні предки.
Для наймолодших учасників заходу було організовано майстерню з розфарбування пензлем великодніх яєць — мальованок. Разом з тим народні майстри проводили майстер-класи з писанкарства, виготовлення ляльок-мотанок та яворівської іграшки, бісероплетіння тощо. Під час фестивалю усі бажаючі могли брати участь у різних спортивних заходах (фрізбі, настільний теніс, бадмінтон, футбол, волейбол).

## Мистецтво
Зимна Вода та її околиці 1913 року стали місцем зйомок компанією «Леополія-фільм» сцен до художнього фільму «Костюшко біля Рацлавіц» (режисер Орланд) на тему повстання Костюшка 1794 року. Для інсценування подій битви під Рацлавицями, поблизу Львова було обрано три подібних локації — місцевості навколо Зимної Води, Брюховичів та Голоска.

Львівський журналіст Станіслав Василевський згадував у своїх спогадах про зйомки бойових сцен під Зимною Водою 1913 року, надрукованих в журналі «Кіно»:
|  | Луки під Зимною Водою, поблизу першої залізничної станції на трасі Львів-Перемишль, були обрані найбільш підходящою територією. Цей невидимий мандрівний театр вирушив рано вранці. Звідки взялися всі ці жваві та дуже енергійні зграї з постачанням військового спорядження? — Не можу сказати. Я знаю, що гвинтівки були справжніми австрійськими, чоботи козаків були червоними, зброя косарів обклеєна срібним папером, тоді як жахливі стволи московських гармат були зроблені з картону. Кілька сотень різних селян добровільно прийшли до Зимної Води. Ранок був осінній, морозний і вітряний. Розпалювали багаття. Розпалювали багаття. І, що ще важливіше, польові кухні були імпровізовані. Настрій був відповідним піднесеним. Ви повинні знати, що з минулорічних балканських потрясінь (1912) Львів носив гусарські крила на плечах і досі мріяв про воїна… Як завжди, у всіх аматорських виставах про Костюшка виникала лише одна складність. Усі статисти хотіли бути косарями, не було аматорів на російську форму. Тож про них треба було повідомляти (60 гелерів на особу). Серйозно постраждало і братство. Бій під Рацлавицями у Зимній Воді тривав весь ранок. Пізніше було знято селянське весілля, клятву Вождя та деякі жартівливі вставки… |

2000 осіб брали участь у масових сценах битви за Рацлавиці, серед них, безумовно, було багато мешканців Зимної Води. Прем'єра фільму відбулася 3 січня 1914 року у Львові. 2009 року у Кракові були знайдені дві котушки плівки (450 м), і цей фрагмент плівки був збережений та оцифрований.

## Відомі люди

### Влада
- Якуб Семп-Шажинський — наприкінці XVI — початку XVII століть власник Зимної Води та Рудна, на гроші якого, записані в тестаменті, у 1625 році збудовано костел Святої Катерини.
- Козаневич Мар'ян Омелянович — український громадсько-політичний та державний діяч, гірничий інженер, Державний секретар публічних робіт та гірництва ЗУНР.
- Струк Володимир Богданович — український поліціянт, перший начальник управління патрульної поліції Тернополя у березні 2016 — липні 2017. Нині — заступник начальника управління патрульної поліції Львова[76].

### Освіта, наука
- Юрій Котермак-Дрогобич — відомий вчений, освітянин, поет, філософ, астроном, астролог, доктор медицини, перший український автор друкованої книжки, Професор, ректор Болонського університету. Деякі історичні джерела, подають інформацію про нього, як професора Краківського університету, свого часу титулованого парохом Зимної Води, що біля Львова.
- Василь Іванович Єлейко — доктор економічних наук, професор, завідувач кафедри економетрії та статистики Львівської комерційної академії.
- Єлейко Ярослав Іванович — доктор фізико-математичних наук, професор. Академік АН ВШ України, завідувач кафедри теоретичної та прикладної статистики Львівського університету ім. І. Франка.
- Іван Дмитрович Щерба — професор, доктор фізико-математичних наук, професор кафедри фізики металів Львівського національного університету імені Івана Франка.
- Орест Степанович Гаврилів — науковець, кандидат фізико-математичних наук, доцент, доктор філософії, літератор.
- Маслюк Віталій Петрович — літературознавець, перекладач, професор, доктор філологічних наук. Похований у Зимній Воді.

### Мистецтво
- Ячмінський Володимир Дмитрович — український актор, оперний співак (тенор), Народний артист України.
- Давидко Тадей Євстахійович — український актор та режисер Тернопільського українського музично-драматичного театру ім. Т. Г. Шевченка, заслужений артист України.
- Ігнатенко Володимир Дмитрович — професор Львівської музичної академії, Народний артист України.
- Медвідь Любомир Мирославович — український маляр, професор, заслужений діяч мистецтв України, народний художник України, академік Академії мистецтв України.
- Драч Олег Тарасович — український актор, режисер, педагог. Заслужений артист України.

### Спорт
- Войтович Юрій Васильович — український футболіст.

### Церква
- Любомир Гузар — єпископ Української греко-католицької церкви, кардинал Католицької церкви. Блаженніший Любомир, після повернення з довготривалої еміграції в Україну з усією монастирською спільнотою з Гроттаферрата (Італія) у 1993 році, найперше мешкав у Зимній Воді на вул. Сірка, 22.[78] Це приміщення передав у користування о. Зеновій Павлиш. З 1995 року монастирська спільнота переїхала до Тернополя.
- Євген Котик — редемпторист, єпископ Української Греко-Католицької Церкви.
- Петро Козак — редемпторист, єпископ Української Греко-Католицької Церкви.

### Учасники визвольних змагань
- Баб'як Любомир Степанович (1976—2023) — український військовик, солдат Збройних Сил України, учасник російсько-української війни.
- Борущак Роман Ігорович (1981—2023) — український військовик, старший солдат Збройних Сил України, учасник російсько-української війни.
- Головатий Богдан Дмитрович (1963—2022) — український військовик, солдат Збройних Сил України, учасник російсько-української війни.
- Пеприк Назар Володимирович — український військовик, старший прапорщик Збройних Сил України, учасник російсько-української війни.
- Погончук Олег Ілліч — український військовик, солдат Збройних Сил України, учасник російсько-української війни.
- Скрут Ростислав Стефанович — український військовик, старший солдат резерву Збройних Сил України, учасник російсько-української війни.
- Роман Сокач — український військовик, старший солдат резерву Збройних Сил України, учасник російсько-української війни.

## Галерея

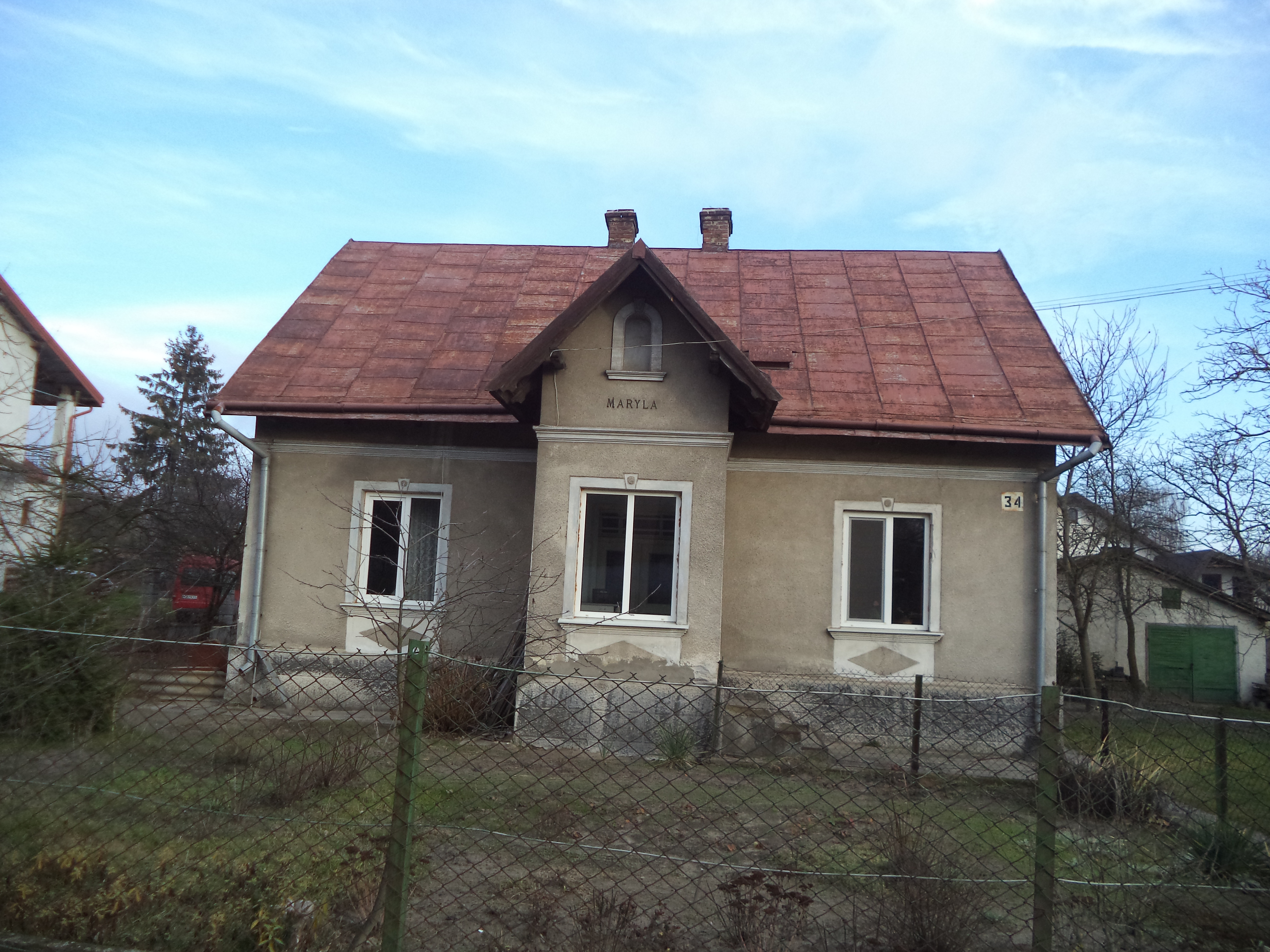
Вілла «Maryla»
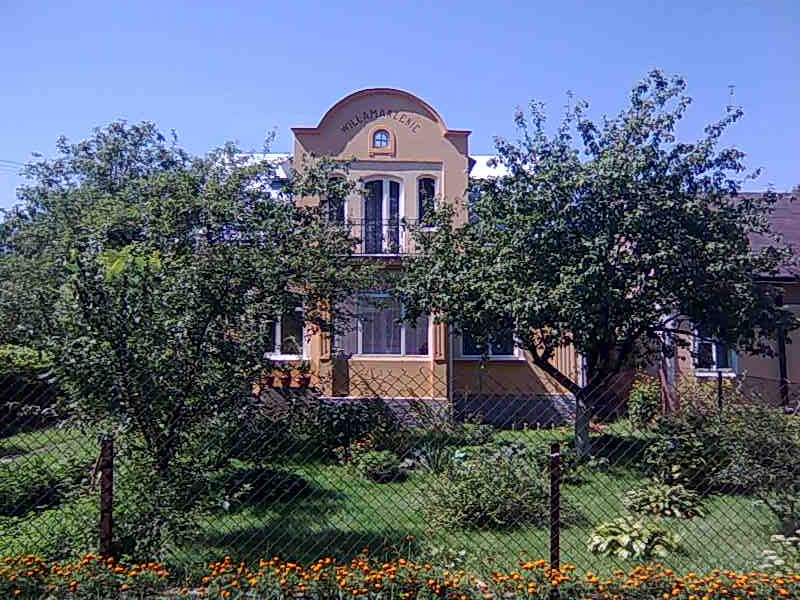
Вілла «Marzenie»
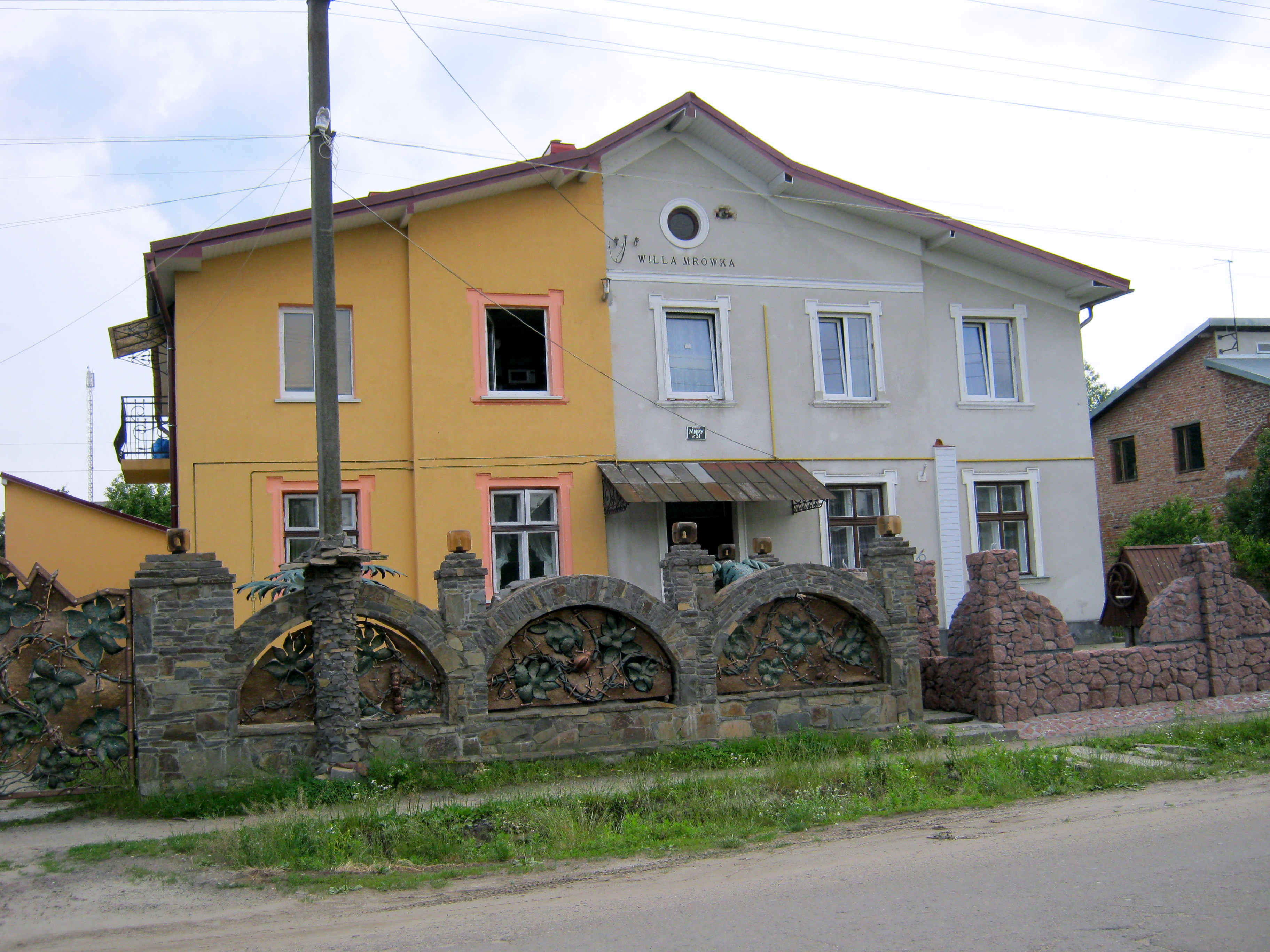
Вілла «Mrówka»
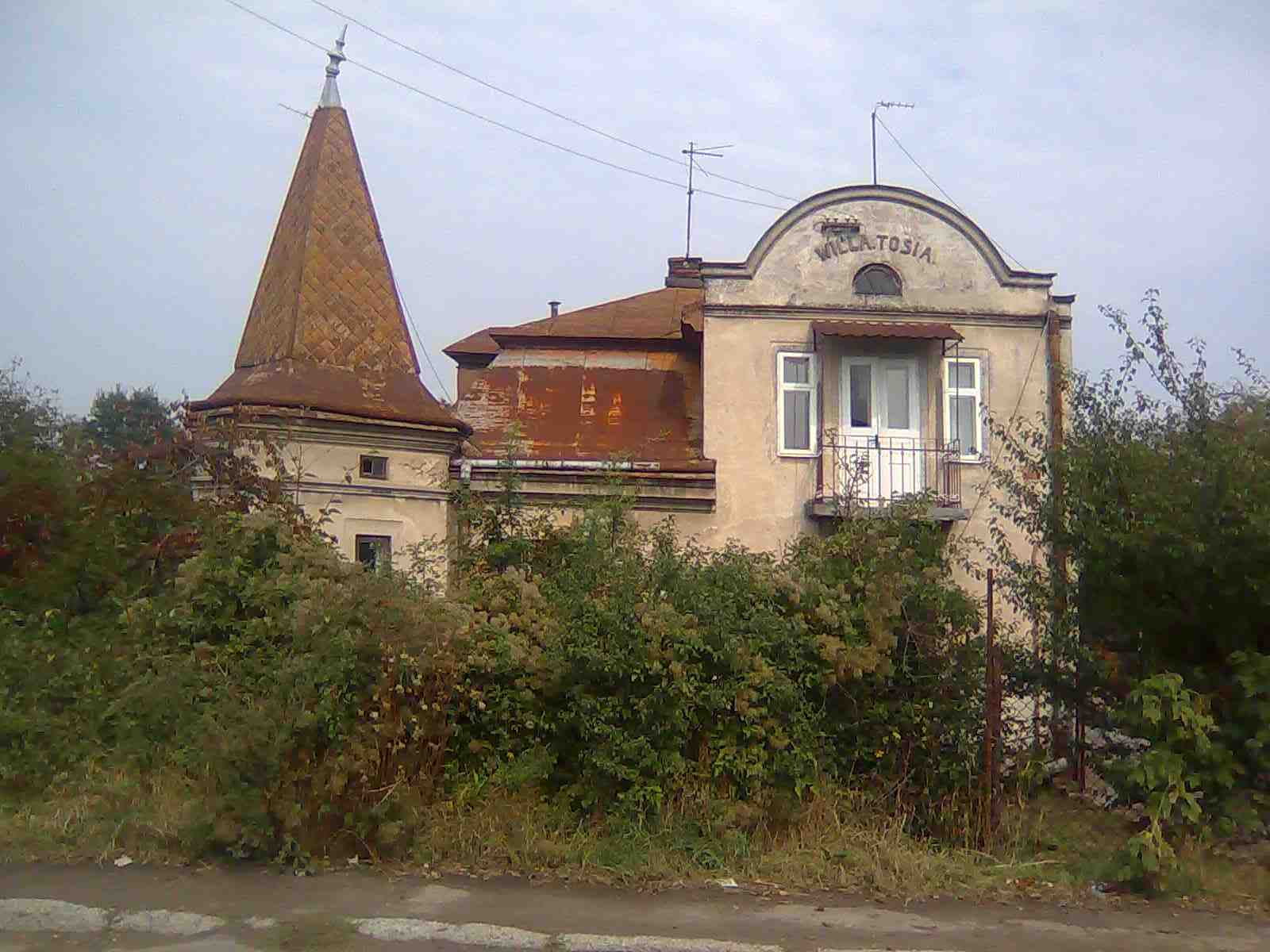
Вілла «Tosia»
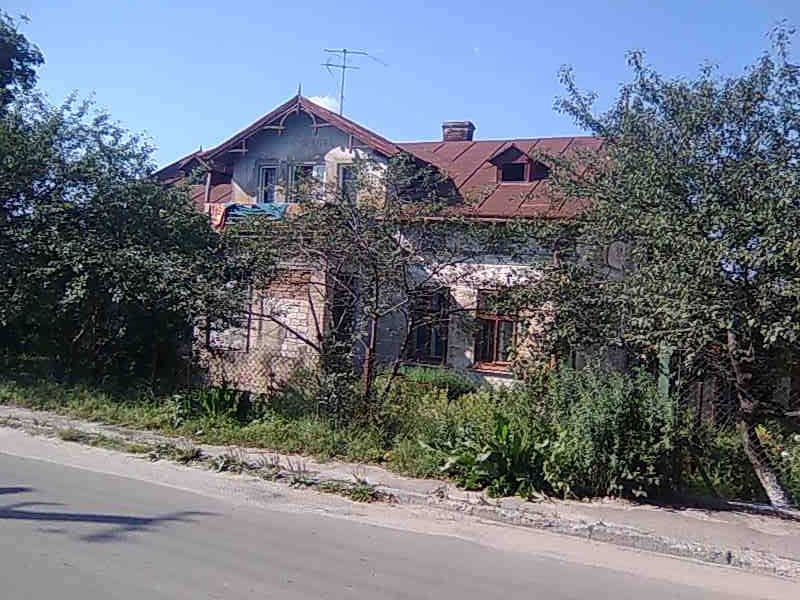
Вілла «Podolanka»
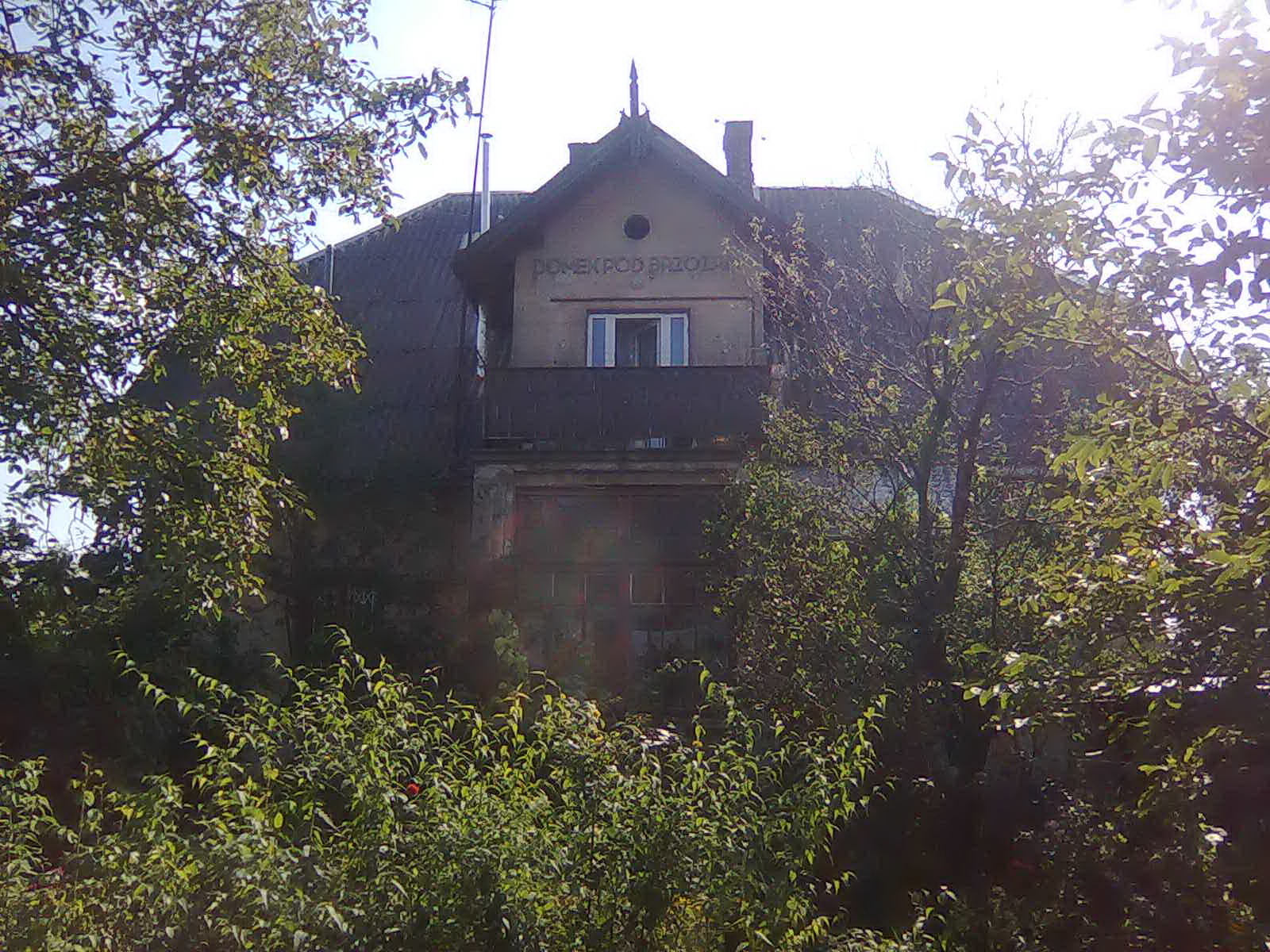
Вілла «Domek pod brzozą»